# Liste der Biografien/More
Liste der Biografien |
Portal Biografien |
Personensuche
# |
A |
B |
C |
D |
E |
F |
G |
H |
I |
J |
K |
L |
M |
N |
O |
P |
Q |
R |
S |
T |
U |
V |
W |
X |
Y |
Z |
?
 
Ma |
Mb |
Mc |
Md |
Me |
Mf |
Mg |
Mh |
Mi |
Mj |
Mk |
Ml |
Mm |
Mn |
Mo |
Mp |
Mq |
Mr |
Ms |
Mt |
Mu |
Mv |
Mw |
Mx |
My |
Mz
 
Moa |
Mob |
Moc |
Mod |
Moe |
Mof |
Mog |
Moh |
Moi |
Moj |
Mok |
Mol |
Mom |
Mon |
Moo |
Mop |
Moq |
Mor |
Mos |
Mot |
Mou |
Mov |
Mow |
Mox |
Moy |
Moz
 
Mora |
Morb |
Morc |
Mord |
More |
Morf |
Morg |
Morh |
Mori |
Mork |
Morl |
Morm |
Morn |
Moro |
Morp |
Morr |
Mors |
Mort |
Moru |
Morv |
Morw |
Mory |
Morz
Die Liste der Biografien führt alle Personen auf, die in der deutschsprachigen Wikipedia einen Artikel haben. Dieses ist eine Teilliste mit 598 Einträgen von Personen, deren Namen mit den Buchstaben „More“ beginnt.

## More
- Moré, Benny (1919–1963), kubanischer Sänger
- More, Camilla (* 1962), britische Schauspielerin
- Móré, David (* 2004), deutscher Handballspieler
- Moré, Friedrich Hermann (1812–1880), deutscher Student und Revolutionär, französischer Fremdenlegionär, bayerischer Bahnbeamter
- More, Hannah (1745–1833), englische religiöse Schriftstellerin und Philanthropin
- More, Henry (1614–1687), englischer Philosoph (Cambridger Platoniker)
- More, Jasper (1907–1987), britischer Politiker, Unterhausabgeordneter
- More, Jayson (* 1969), kanadischer Eishockeyspieler
- More, Kenneth (1914–1982), britischer SchauspielerKenneth More (1914–1982)

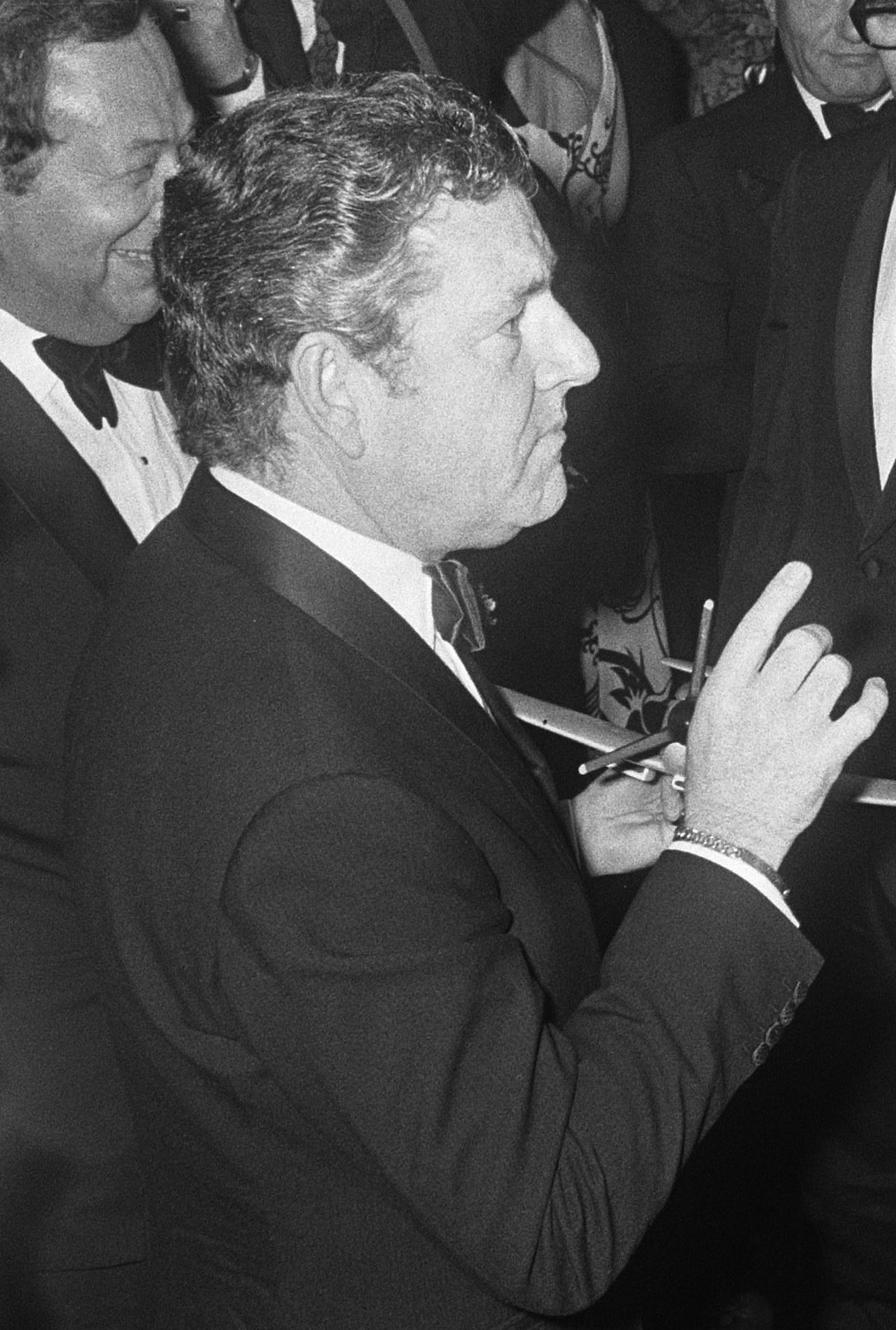
Kenneth More (1914–1982)

- More, Rebecca (* 1980), britische Pornodarstellerin und ein Model
- More, Ronit (* 1992), indischer Cricketspieler

### Morea
- Morea, Dino (* 1975), indischer Schauspieler
- Morea, Enrique (1924–2017), argentinischer Tennisspieler
- Morea, Giambattista (1640–1711), italienischer römisch-katholischer Bischof
- Moréas, Jean (1856–1910), französischer Dichter und der Enkel von Papadiamantopoulos, einem der Heroes von Mesolonghi
- Moreau de Justo, Alicia (1885–1986), argentinische sozialistische Politikerin und Feministin
- Moreau de Melen, Ernest (1879–1968), belgischer Fußballspieler
- Moreau de Melen, Henri (1902–1992), belgischer Offizier und Politiker
- Moreau de Séchelles, Jean (1690–1760), französischer Politiker und Verwalter
- Moreau, Alexander von (1860–1937), bayerischer Regierungsbeamter
- Moreau, Alvin (1910–1990), US-amerikanischer Hürdenläufer
- Moreau, Arthur S. junior (1931–1986), US-amerikanischer Admiral der US Navy
- Moreau, Basile (1799–1873), französischer Priester und Ordensgründer; Seliger
- Moreau, Beatrice von (* 1974), deutsche Schauspielerin
- Moreau, Charles (* 1820), Schweizer Politiker
- Moreau, Charles de (1758–1840), französisch-österreichischer klassizistischer Architekt und Maler
- Moreau, Christophe (* 1971), französischer RadrennfahrerChristophe Moreau (* 1971)

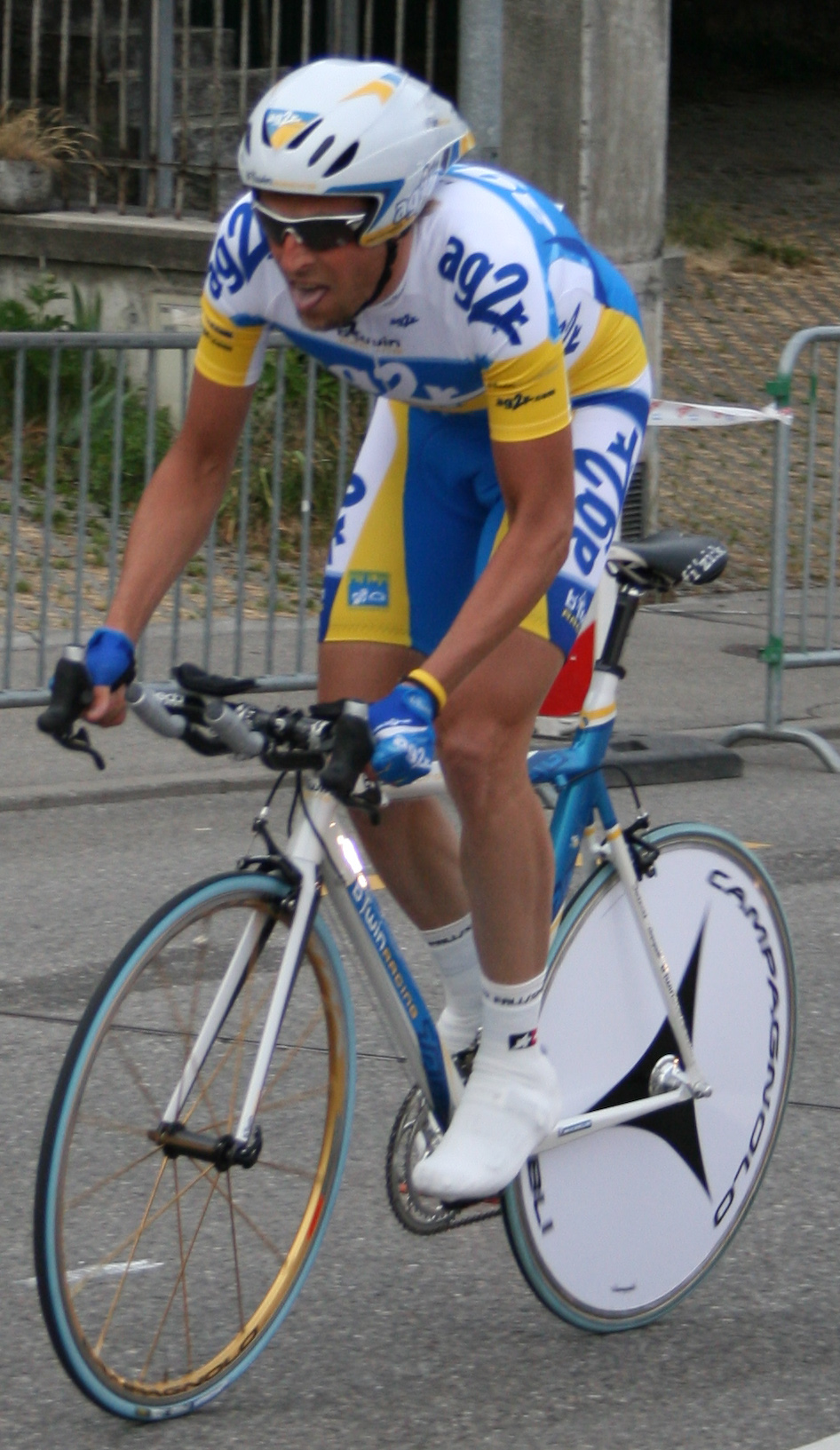
Christophe Moreau (* 1971)

- Moreau, Clément (1903–1988), deutscher Gebrauchsgrafiker und Künstler
- Moreau, David (* 1976), französischer Regisseur
- Moreau, Dorylas (1947–2019), kanadischer Geistlicher und römisch-katholischer Bischof von Rouyn-Noranda
- Moreau, Edgar (* 1994), französischer klassischer Cellist
- Moreau, Edmond, kanadischer Pianist
- Moreau, Ethan (* 1975), kanadischer Eishockeyspieler und -scout
- Moreau, Fabrice (* 1975), französischer Jazzmusiker
- Moreau, Fabrice (* 1978), französischer Ruderer
- Moreau, Félix (1922–2019), französischer Organist
- Moreau, Foster (* 1997), US-amerikanischer American-Football-Spieler
- Moreau, Francis (* 1965), französischer Radrennfahrer
- Moreau, Frank (* 1968), deutscher Handballspieler
- Moreau, Friedrich von (1881–1946), deutscher Landrat in Passau, Vizepräsident des 70. Deutsche Katholikentages
- Moreau, Guillaume (* 1983), französischer Rennfahrer
- Moreau, Gustave (1826–1898), französischer Maler und Zeichner des SymbolismusGustave Moreau (1826–1898)

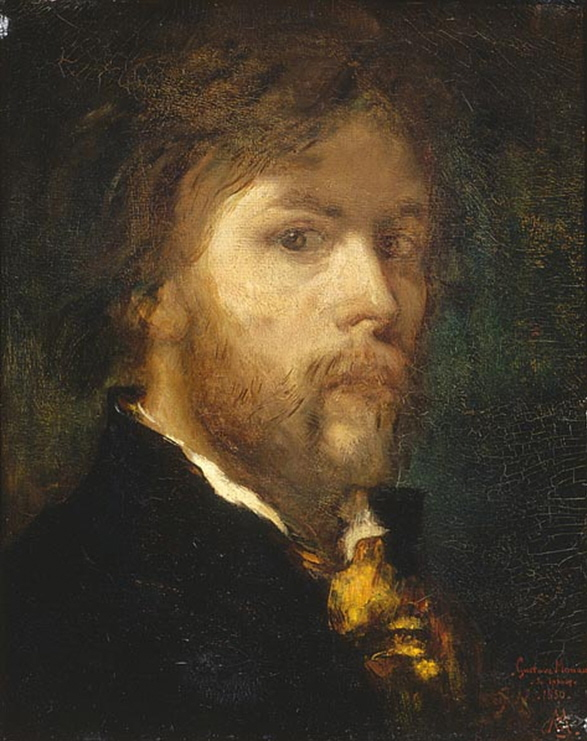
Gustave Moreau (1826–1898)

- Moreau, Hégésippe (1810–1838), französischer Dichter und Schriftsteller
- Moreau, Hermann von (1912–1966), deutscher Musikdirektor und Intendant der Europäischen Wochen in Passau
- Moreau, Jacqueline (* 1929), französische Kostümbildnerin
- Moreau, Jacques (1884–1962), französischer Vizeadmiral
- Moreau, Jacques (1918–1961), belgischer Althistoriker
- Moreau, Jacques-Joseph (1804–1884), französischer Psychiater
- Moreau, Janet (1927–2021), US-amerikanische Leichtathletin und Olympiasiegerin
- Moreau, Jean (1878–1952), deutscher Kabarettist, Chansonnier und Schauspieler
- Moreau, Jean-Baptiste (1656–1733), französischer Komponist
- Moreau, Jean-Michel (1741–1814), französischer Kupferstecher und Radierer
- Moreau, Jean-Victor (1763–1813), französischer General der Revolution
- Moreau, Jeanne (1928–2017), französische SchauspielerinJeanne Moreau (1928–2017)

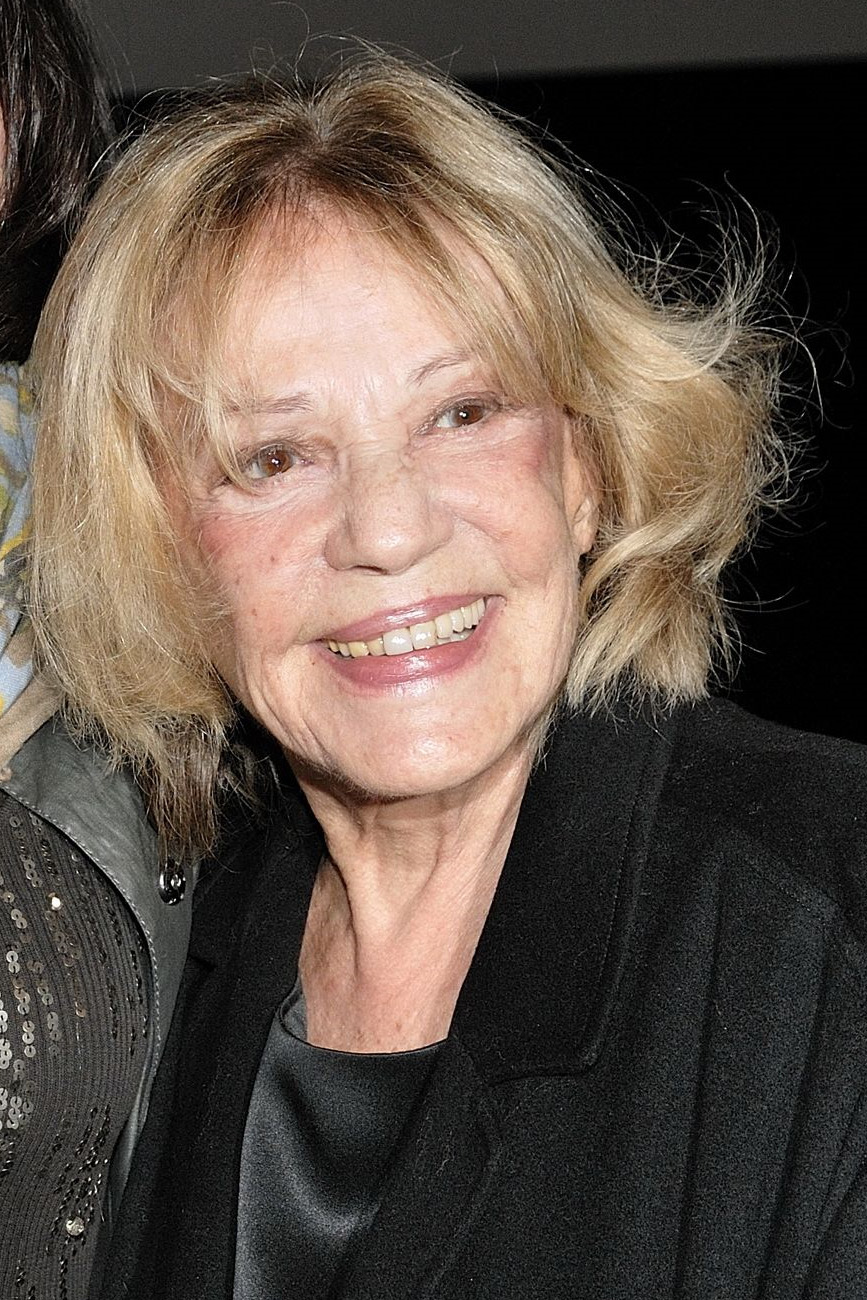
Jeanne Moreau (1928–2017)

- Moreau, Jérémie (* 1999), französischer Pianist
- Moreau, Jorge (1908–1959), argentinischer Schwimmer und Wasserballspieler
- Moreau, Karl Freiherr von (1916–1997), deutscher Politiker (CSU)
- Moreau, Louis, französischer Fechter
- Moreau, Lucette (* 1956), kanadische Kugelstoßerin und Diskuswerferin
- Moreau, Madeleine (1928–1995), französische Wasserspringerin
- Moreau, Marc-André (* 1982), kanadischer Freestyle-Skisportler
- Moreau, Marcel (1933–2020), belgischer Schriftsteller französischer Sprache
- Moreau, Marcel (* 1936), französischer Fußballspieler
- Moreau, Marcel Victor (* 1979), kanadischer Autor
- Moreau, Marguerite (* 1977), US-amerikanische SchauspielerinMarguerite Moreau (* 1977)

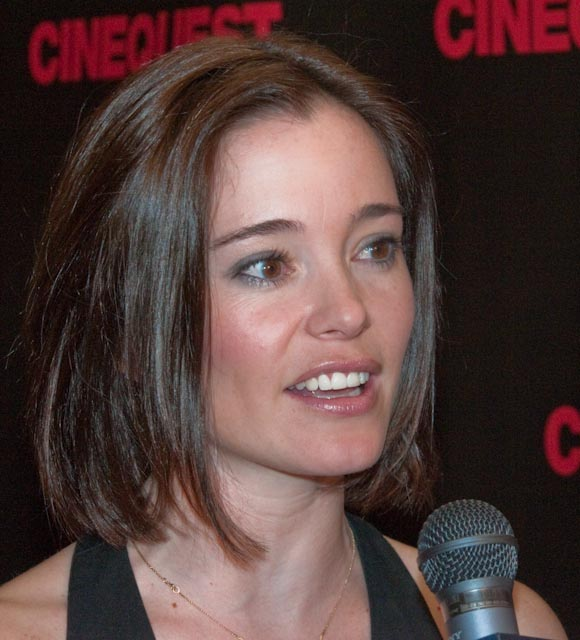
Marguerite Moreau (* 1977)

- Moreau, Marsha (* 1977), kanadische Schauspielerin
- Moreau, Mathurin (1822–1912), französischer Bildhauer
- Moreau, Nathaniel (* 1978), kanadischer Schauspieler
- Moreau, Nicole J. (* 1941), französische Chemikerin
- Moreau, Nikolaus (1805–1834), österreichischer Maler
- Moreau, Patrick (* 1951), deutsch-französischer Politikwissenschaftler und Extremismusforscher
- Moreau, Pierre (1895–1972), französischer Romanist und Literaturwissenschaftler
- Moreau, Reginald Ernest (1897–1970), britischer Ornithologe
- Moreau, Renée (1919–2021), französische Résistance-Kämpferin
- Moreau, Rudolf von (1910–1939), deutscher Offizier, zuletzt Hauptmann
- Moreau, Stéphane (* 1971), französischer Fußballspieler
- Moreau, Yolande (* 1953), belgische Komödiantin und Schauspielerin
- Moreau, Yvon-Joseph (* 1941), kanadischer Geistlicher, emeritierter römisch-katholischer Bischof von Sainte-Anne-de-la-Pocatière
- Moreau-Christophe, Louis Mathurin (1799–1883), französischer Wirtschaftswissenschaftler und Generaldirektor der französischen Gefängnisse
- Moreau-Nélaton, Étienne (1859–1927), französischer Maler, Kunstsammler und Kunsthistoriker
- Moreau-Vauthier, Paul (1871–1936), französischer Bildhauer
- Moreaux, Jean René (1758–1795), französischer General
- Moreaux, Léon (1852–1921), französischer Olympiasieger im Sportschießen
- Moreaux, Melkisedek (* 1996), deutscher Basketballspieler

### Morec
- Mörec, Mitja (* 1983), slowenischer FußballspielerMitja Mörec (* 1983)

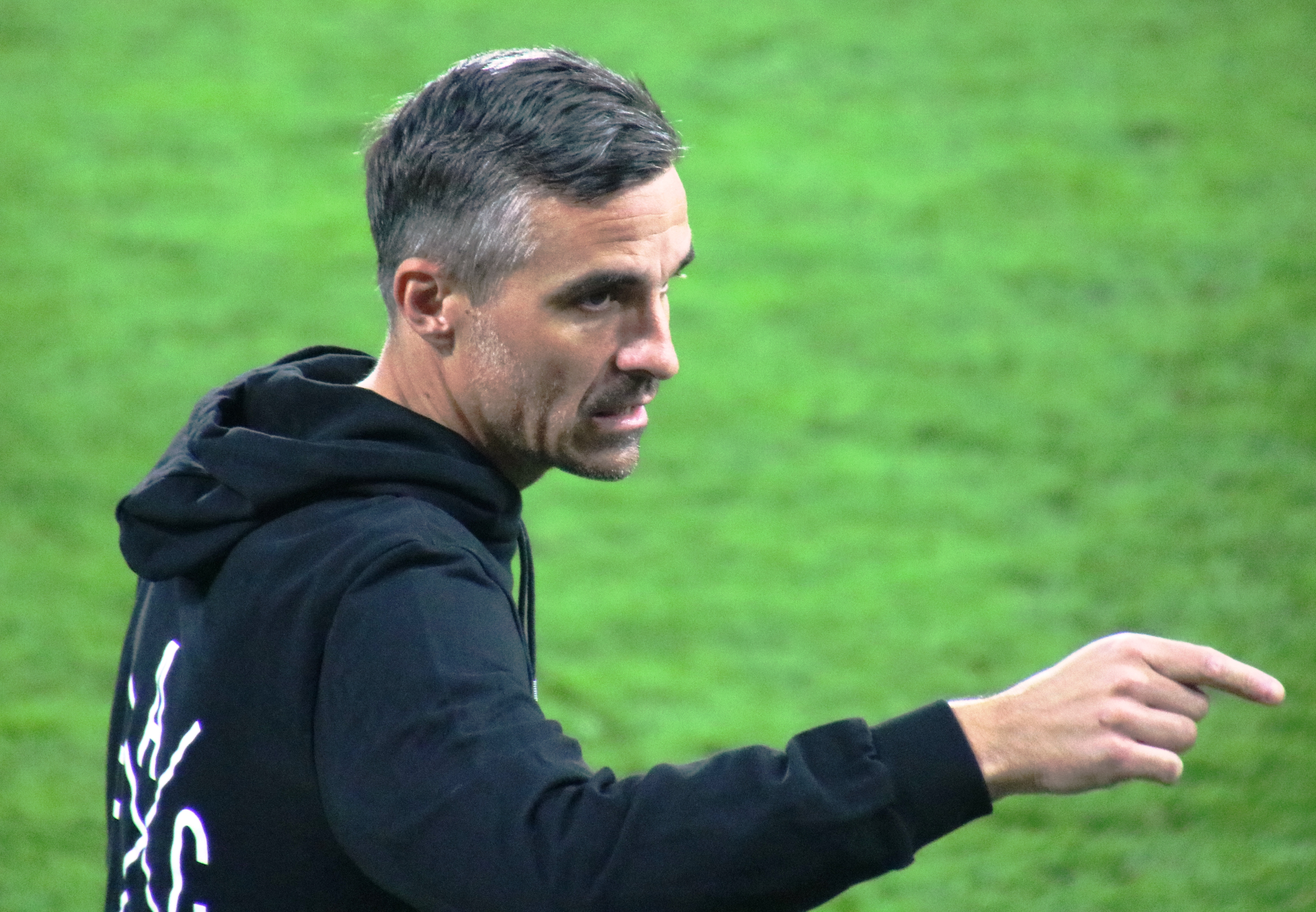
Mitja Mörec (* 1983)

- Morecambe, Eric (1926–1984), englischer Komiker

### Mored
- Moreda, Tigist (* 1968), äthiopische Langstreckenläuferin

### Moree
- Moreel, Georges (1924–2003), französischer Fußballspieler
- Moreels, Maxime (* 1991), belgischer Badmintonspieler
- Moreels, Sammie (* 1965), belgischer Radrennfahrer
- Moreelse, Hendrick (1615–1666), niederländischer Jurist und Bürgermeister von Utrecht
- Moreelse, Johan († 1634), niederländischer Maler des Barock
- Moreelse, Paulus (1571–1638), niederländischer Maler des Barock

### Moreg
- Möregårdh, Truls (* 2002), schwedischer TischtennisspielerTruls Möregårdh (* 2002)

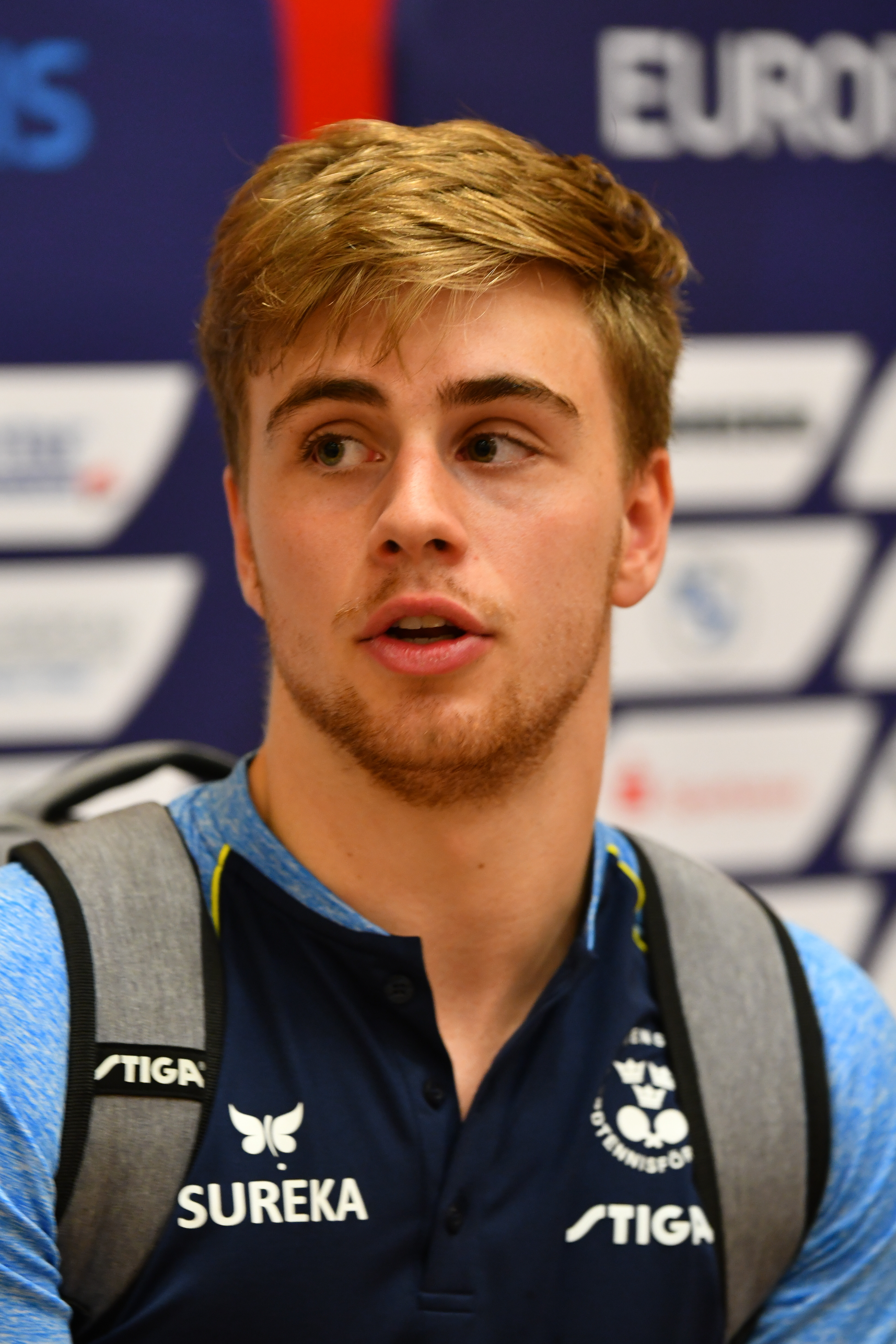
Truls Möregårdh (* 2002)

### Moreh
- Moreh, Dror (* 1961), israelischer Regisseur, Kameramann und Filmproduzent
- Morehead, Brenda (* 1957), US-amerikanische Sprinterin
- Morehead, Charles S. (1802–1868), US-amerikanischer Politiker
- Morehead, James Turner (1797–1854), US-amerikanischer Politiker und Gouverneur von Kentucky
- Morehead, James Turner (1799–1875), US-amerikanischer Politiker
- Morehead, James Turner (1840–1908), US-amerikanischer Unternehmer und Politiker
- Morehead, John (1861–1942), US-amerikanischer Politiker (Demokratische Partei) und Gouverneur von Nebraska
- Morehead, John M. (1866–1923), US-amerikanischer Politiker
- Morehead, John Motley (1796–1866), US-amerikanischer Politiker und 29. Gouverneur von North Carolina
- Morehead, John Motley III (1870–1965), US-amerikanischer Unternehmer
- Morehead, Seth (1934–2006), US-amerikanischer Baseballspieler
- Morehouse, Albert P. (1835–1891), US-amerikanischer Politiker
- Morehouse, Chauncey (1902–1980), US-amerikanischer Jazz-Schlagzeuger
- Morehouse, Timothy (* 1978), US-amerikanischer Säbelfechter

### Morei
- Moreillon, Jacques (* 1939), Schweizer Jurist, Delegierter und Mitglied des Internationalen Komitees vom Roten Kreuz
- Morein, Donna, US-amerikanische Mezzosopranistin
- Moreira Bastos Neto, José (1953–2014), brasilianischer Geistlicher, römisch-katholischer Bischof von Três Lagoas
- Moreira da Costa Ribeiro, Delfim (1868–1920), brasilianischer Rechtsanwalt, Politiker und Präsident
- Moreira da Costa, Paulo Roberto (* 1969), brasilianischer Beachvolleyballspieler
- Moreira da Cunha, Edgar (* 1957), brasilianischer Ordensgeistlicher, römisch-katholischer Bischof
- Moreira da Silva, José (* 1953), brasilianischer Geistlicher, römisch-katholischer Bischof von Porto Nacional
- Moreira de Fátima, Antónia (* 1982), angolanische Judoka
- Moreira de Melo, Fatima (* 1978), niederländische Hockey- und Pokerspielerin
- Moreira de Melo, José (* 1941), brasilianischer Geistlicher und emeritierter römisch-katholischer Bischof von Itapeva
- Moreira de Sá, Tiago (* 1971), portugiesischer Hochschuldozent, Politikwissenschaftler und Politiker (Chega), MdEP
- Moreira dos Santos, Clésio (* 1958), brasilianischer Fußballschiedsrichter
- Moreira Lima, João d’Avila (1919–2011), brasilianischer Geistlicher, Theologe, Weihbischof in São Sebastião do Rio de Janeiro
- Moreira Morais, Leonardo (* 1991), brasilianischer Fußballspieler
- Moreira Neves, Lucas (1925–2002), brasilianischer Geistlicher, Kardinal der katholischen Kirche
- Moreira Pinto, José-Maria, beninischer Fußballspieler
- Moreira, Adriano (1922–2022), portugiesischer Politiker und Jurist
- Moreira, Airto (* 1941), brasilianischer PerkussionistAirto Moreira (* 1941)

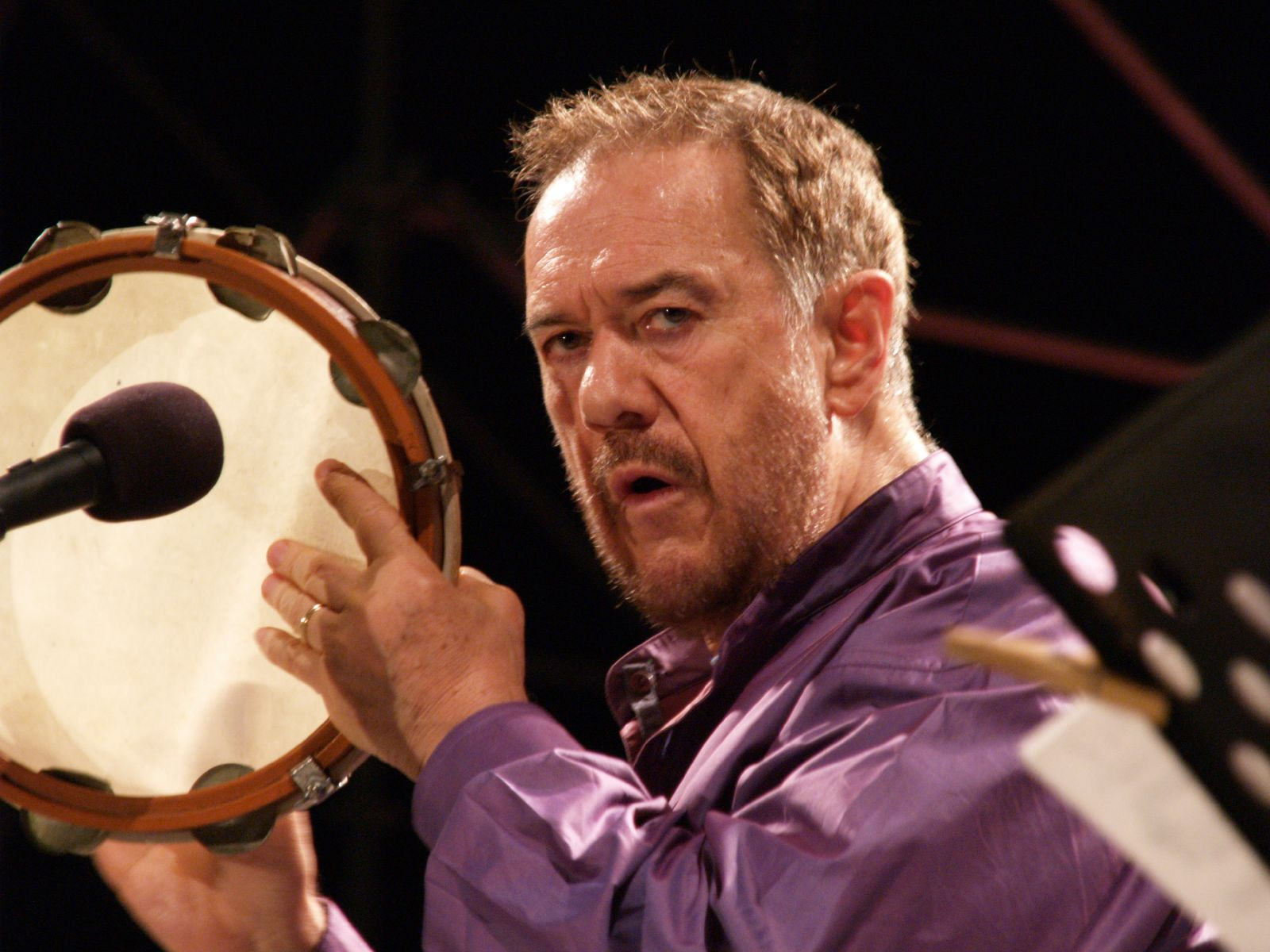
Airto Moreira (* 1941)

- Moreira, Alberto (* 1962), brasilianischer Elektroingenieur, Wissenschaftler und Erfinder
- Moreira, Almami (* 1978), portugiesischer Fußballspieler
- Moreira, Ana (* 1980), portugiesische Filmschauspielerin
- Moreira, Anabela (* 1976), portugiesische Schauspielerin
- Moreira, André (* 1982), portugiesischer Radrennfahrer
- Moreira, André (* 1995), portugiesischer Fußballspieler
- Moreira, Aymoré (1912–1998), brasilianischer Fußballspieler und -trainer
- Moreira, Bernardo (* 1965), portugiesischer Jazzmusiker (Kontrabass, Komposition)
- Moreira, Bruno (* 1987), portugiesischer Fußballspieler
- Moreira, Carlos, uruguayischer Politiker
- Moreira, Carlos Gustavo (* 1973), brasilianischer Mathematiker
- Moreira, César Vital, osttimoresischer Politiker
- Moreira, Delfim (* 1955), portugiesischer Marathonläufer
- Moreira, Diego (* 2004), portugiesisch-belgischer Fußballspieler
- Moreira, Diogo (* 2004), brasilianischer MotorradrennfahrerDiogo Moreira (* 2004)

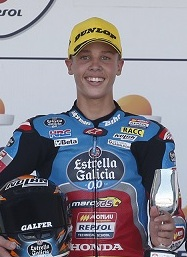
Diogo Moreira (* 2004)

- Moreira, Douglas Mendes (* 2004), brasilianischer Fußballspieler
- Moreira, Duarte (* 1982), portugiesisch-schweizerischer Investor und Unternehmer
- Moreira, Edgardo (* 1952), argentinischer Schauspieler
- Moreira, Enderson (* 1971), brasilianischer Fußballtrainer
- Moreira, Facundo (* 1989), uruguayischer Fußballspieler
- Moreira, Federico (* 1961), uruguayischer Straßenradrennfahrer
- Moreira, Gil Antônio (* 1950), brasilianischer Geistlicher, römisch-katholischer Erzbischof von Juiz de Fora
- Moreira, Humberto (* 1966), mexikanischer Politiker
- Moreira, Inácio (* 1962), osttimoresischer Politiker
- Moreira, Jairo (* 1995), uruguayischer Leichtathlet
- Moreira, Jean Raphael Vanderlei (* 1986), brasilianischer Fußballspieler
- Moreira, José (* 1958), uruguayischer Fußballspieler
- Moreira, José (* 1982), portugiesischer Fußballspieler
- Moreira, José Carlos (* 1983), brasilianischer Sprinter
- Moreira, Joseph (1934–1991), französischer Fußballspieler
- Moreira, Juan († 1874), argentinischer Bandit und Gaucho
- Moreira, Juliano (1872–1933), brasilianischer Psychiater
- Moreira, Júlio (1929–2024), portugiesischer Schriftsteller
- Moreira, Júlio César Gomes (* 1972), brasilianischer römisch-katholischer Geistlicher, Weihbischof in Belo Horizonte
- Moreira, Júlio Gonçalves (1854–1911), portugiesischer Romanist und Lusitanist
- Moreira, Kimberly (* 1986), costa-ricanische Fußballschiedsrichterassistentin
- Moreira, Komi (* 1968), togoischer Radrennfahrer
- Moreira, Laura (* 2000), kubanische Sprinterin
- Moreira, Leila (* 1988), brasilianische Fußballschiedsrichterassistentin
- Moreira, Leonardo (* 1986), japanischer Fußballspieler
- Moreira, Leonel (* 1990), costa-ricanischer Fußballtorhüter
- Moreira, Mauricio (* 1995), uruguayischer Radrennfahrer
- Moreira, Maximiliano (* 1994), uruguayischer Fußballspieler
- Moreira, Pedro (* 1969), portugiesischer Jazzmusiker (Altsaxophon, Komposition)
- Moreira, Pedro Bispo Júnior (* 1987), brasilianischer Fußballspieler
- Moreira, Ricardo (* 1982), portugiesischer Handballspieler
- Moreira, Roberto (* 1965), brasilianischer Beachvolleyballspieler
- Moreira, Sara (* 1985), portugiesische Hindernis- und Langstreckenläuferin
- Moreira, Steven (* 1994), französischer Fußballspieler
- Moreira, Victor (* 1982), andorranischer Fußballspieler
- Moreira, Vital (* 1944), portugiesischer Jurist, Hochschullehrer und Politiker, MdEP
- Moreira, Yefferson (* 1991), uruguayischer Fußballspieler
- Moreira, Zezé (1907–1998), brasilianischer Fußballspieler und -trainer

### Morej
- Morejón, Genovevo (* 1954), kubanischer Hammerwerfer

### Morel
- Morel Campos, Juan (1857–1896), puerto-ricanischer Komponist
- Morel Diplán, Carlos Tomás (* 1969), dominikanischer Geistlicher, römisch-katholischer Bischof von La Vega
- Morel, Alain (* 1989), deutscher Schauspieler
- Morel, André (1884–1961), französischer Rennfahrer
- Morel, Antonio (1920–2006), dominikanischer Merenguemusiker
- Morel, Apollinaris (1739–1792), Schweizer Kapuzinerpater
- Morel, Aundrey, französische Bogenbiathletin
- Morel, Bénédict Augustin (1809–1873), französischer Psychiater
- Morel, Bernard (1921–1996), Schweizer evangelischer Geistlicher und Hochschullehrer
- Morel, Bernard (1925–2023), französischer Säbelfechter
- Morel, Carlos (* 1958), argentinischer Tangosänger
- Morel, Cecilia (* 1954), chilenische Primera Dama (First Lady)
- Morel, Charles-Ferdinand (1772–1848), Schweizer Pfarrer und Politiker
- Morel, Charlotte (* 1989), französische Triathletin
- Morel, Claire (* 1984), französische Fußballspielerin
- Morel, Claudio (* 1978), paraguayischer Fußballspieler
- Morel, Clément (* 1984), französischer Tennisspieler
- Morel, Dene (* 1901), britischer Stummfilmschauspieler
- Morel, Edmund (1840–1871), britischer Eisenbahningenieur
- Morel, Edmund Dene (1873–1924), britischer Journalist, Autor und sozialistischer Politiker, Mitglied des House of CommonsEdmund Dene Morel (1873–1924)

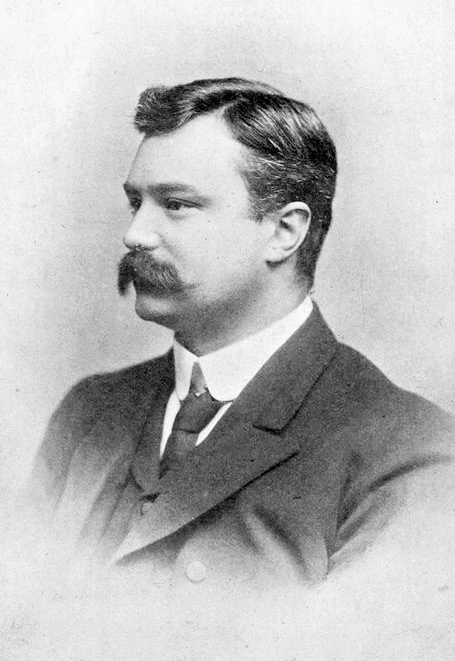
Edmund Dene Morel (1873–1924)

- Morel, Eric (* 1975), puerto-ricanischer Boxer im Fliegengewicht
- Morel, Eric Vaarzon (* 1961), niederländischer Flamencogitarrist
- Morel, Ernest (1854–1918), französischer Publizist, Zeichner und Aquarellist
- Morel, Eugenio (* 1950), paraguayischer Fußballspieler
- Morel, Fabien (* 1965), französischer Mathematiker
- Morel, Fédéric (1552–1630), französischer Gräzist und Patrologe
- Morel, Ferdinand (1888–1957), Schweizer Psychiater
- Morel, Fernando (* 1958), argentinischer Rugbyspieler
- Morel, François (1926–2018), kanadischer Komponist, Dirigent und Pianist
- Morel, François M. M. (* 1944), französischer Geowissenschaftler und Chemiker
- Morel, Frédéric (* 1988), französischer Koch
- Morel, Fritz (1900–1973), Schweizer Organist, Komponist, Musikpädagoge und Autor
- Morel, Gaël (* 1972), französischer Schauspieler und Regisseur
- Morel, Gall (1803–1872), Schweizer Philologe, Theologe, Ordenspriester, Bibliothekar
- Morel, George, US-amerikanischer DJ und Produzent in der elektronischen Musikszene
- Morel, Georges (1916–1973), französischer Botaniker
- Morel, Georges (1938–2004), französischer Ruderer
- Morel, Isabelle (1779–1834), Schweizer Schriftstellerin und Übersetzerin
- Morel, Jacques († 1459), französischer Bildhauer
- Morel, Jacques (1922–2008), französischer Schauspieler
- Morel, Jacques (1926–2006), französischer Romanist und Literaturwissenschaftler
- Morel, Jacques (* 1935), französischer Ruderer
- Morel, Jean Marie (1728–1810), französischer Architekt und Gartengestalter
- Morel, Jean Paul (1903–1975), US-amerikanischer Dirigent und Musikpädagoge
- Morel, Jean-Pierre (* 1943), französischer Jazzmusiker
- Morel, Jérémy (* 1984), französisch-madagassischer Fußballspieler
- Morel, Jorge (1931–2021), argentinischer klassischer Gitarrist und Komponist
- Morel, Joseph Karl Pankraz (1825–1900), Schweizer Jurist und Politiker
- Morel, Julie (* 1982), französische Fußballspielerin
- Morel, Katharina (1790–1876), Schweizer Unternehmerin
- Morel, Maélys (* 1945), niederländische Theater- und Filmschauspielerin
- Morel, Margaret (1958–2019), seychellische Mittelstreckenläuferin
- Morel, Marie-Rose (1972–2011), belgische Politikerin
- Morel, Marisa (* 1914), italienische Sängerin, Opernregisseurin und Gesangspädagogin
- Morel, Pierre (* 1964), französischer Filmregisseur und KameramannPierre Morel (* 1964)

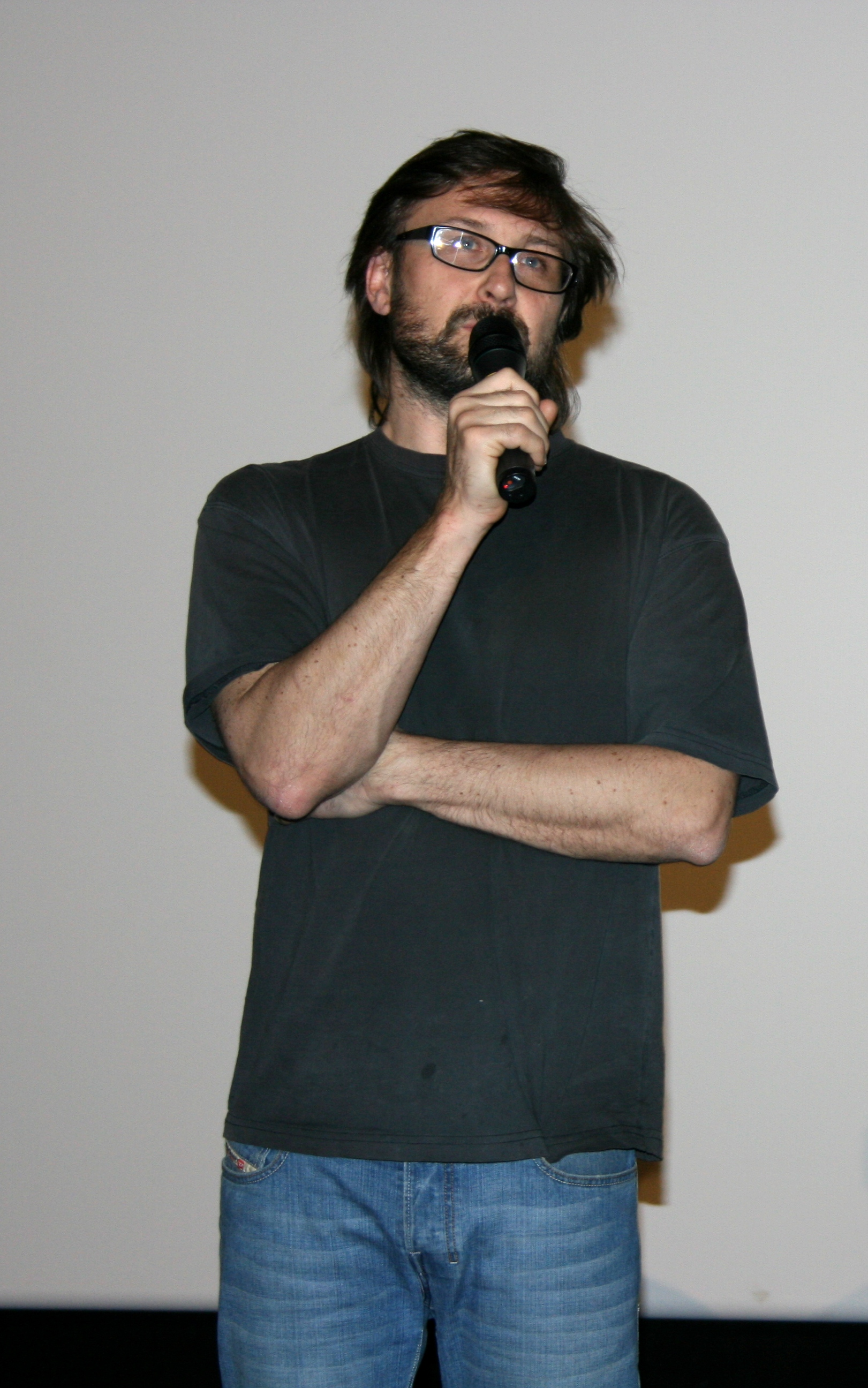
Pierre Morel (* 1964)

- Morel, René (1932–2011), französisch-amerikanischer Geigenbauer
- Morel, Salomon (1919–2007), polnischer Jude und Kriegsverbrecher
- Morel, Sophie (* 1979), französische Mathematikerin
- Morel, Sybill (1892–1942), deutsche Schauspielerin
- Morel, Tanja (* 1975), Schweizer Skeletonfahrerin
- Morel, Terry (1925–2005), US-amerikanische Jazzsängerin
- Morel, Willy (1894–1973), deutscher Klassischer Philologe
- Morel, Yoann (* 1984), französischer Skispringer
- Morel-À-L’Huissier, Pierre (* 1958), französischer Politiker, Mitglied der Nationalversammlung
- Morel-Fatio, Alfred (1850–1924), französischer Romanist und Hispanist
- Morel-Retz, Louis Pierre Gabriel Bernard (1825–1899), französischer Maler und Karikaturist
- Morelenbaum, Jaques (* 1954), brasilianischer Cellist, Komponist, Arrangeur, Dirigent und Produzent
- Morelenbaum, Paula (* 1962), brasilianische Sängerin
- Morelet, Pierre Marie Arthur (1809–1892), französischer Naturforscher, Zeichner, Zoologe und Malakologe
- Moreli, Enrique, uruguayischer Gewerkschaftsfunktionär
- Morell d’Aubigny, Charles-Alexandre de (1699–1781), französischer Vizeadmiral
- Morell, André (1909–1978), britischer Schauspieler
- Morell, Andreas, deutscher Regisseur, Filmproduzent und Autor
- Morell, Andreas (1646–1703), Schweizer Numismatiker
- Morell, Antoni (1941–2020), andorranischer Schriftsteller
- Morell, Bernhard (1785–1859), Schweizer Architekt und bayerischer Baubeamter
- Morell, Curdin (* 1963), Schweizer Bobfahrer
- Morell, George Christophe (1765–1850), deutscher Politiker und Tabakfabrikant
- Morell, Gerd (1928–1973), deutscher Schlagersänger und Schlagzeuger
- Morell, Guillem, katalanischer Bildhauer
- Morell, Johannes (1759–1835), Schweizer Politiker
- Morell, Karl (1822–1866), Schweizer Historiker, Journalist und Hochschullehrer
- Morell, Karl Friedrich (1759–1816), Schweizer Chemiker, Botaniker und Apotheker
- Morell, Marty (* 1944), US-amerikanischer Jazzmusiker
- Morell, Max (1916–1994), Schweizer Schriftsteller, vor allem von Kriminalromanen
- Morell, Michael (* 1958), US-amerikanischer Geheimdienstler und CIA-Direktor
- Morell, Monica (1953–2008), Schweizer Schlagersängerin
- Morell, Niklaus Bernhard (1754–1835), Schweizer Politiker und Offizier
- Morell, Pit (* 1939), deutscher Maler und Erzähler
- Morell, Reiner (* 1949), deutscher Diplomat
- Morell, Steve (* 1967), deutscher Musiker, Unternehmer und Verleger
- Morell, Theo (1886–1948), deutscher NS-ArztTheo Morell (1886–1948)

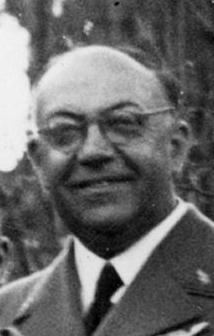
Theo Morell (1886–1948)

- Morell, Thomas (1703–1784), englischer Geistlicher und Librettist
- Morell, Virginia, US-amerikanische Journalistin und Autorin
- Morella, Connie (* 1931), US-amerikanische Politikerin
- Morelle, Joseph D. (* 1957), US-amerikanischer Politiker der Demokratischen Partei
- Morellet, André (1727–1819), französischer Ökonom und Schriftsteller
- Morellet, François (1926–2016), französischer Maler und Bildhauer
- Morelli di Schönfeld, Carlo (1730–1792), Historiker, österreichischer Administrator
- Morelli Pando, Augusto Enrique (1916–2012), peruanischer Diplomat
- Morelli, Ambrogio (1905–2000), italienischer Radrennfahrer
- Morelli, Anne (* 1948), belgische Historikerin mit italienischen WurzelnAnne Morelli (* 1948)

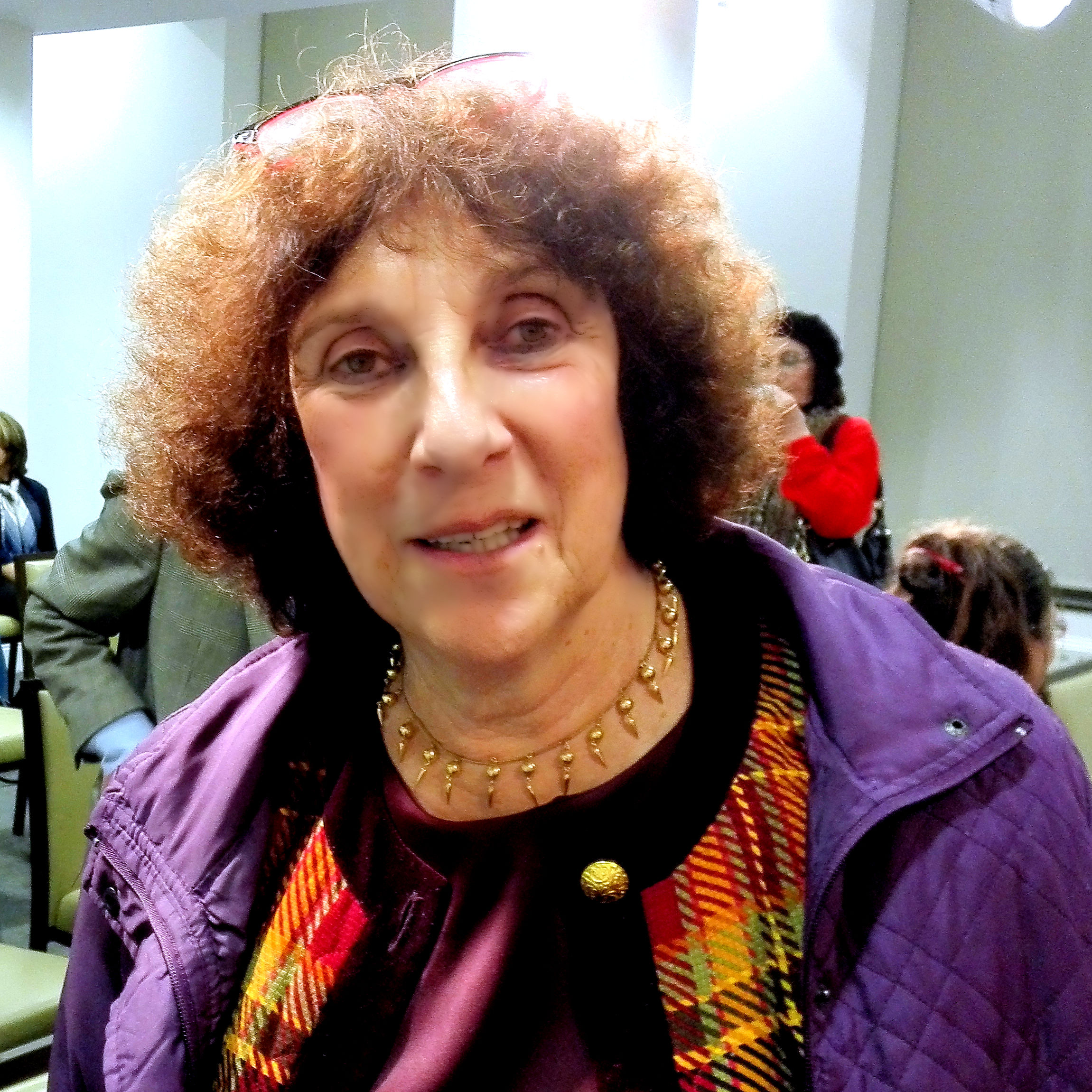
Anne Morelli (* 1948)

- Morelli, Antonio, italienischer Skeletonpilot
- Morelli, Carlo (1917–2007), italienischer Geophysiker
- Morelli, Cosimo (1732–1812), Schweizer Architekt
- Morelli, Domenico (1826–1901), italienischer Maler
- Morelli, Domenicus († 1662), Schweizer Steinmetzmeister und Bildhauer des Barock
- Morelli, Federico (* 1963), italienischer Papyrologe und Klassischer Philologe
- Morelli, Frank, US-amerikanischer Mobster
- Morelli, Gaetano (1900–1989), italienischer Jurist und Richter am Internationalen Gerichtshof
- Morelli, Giampaolo (* 1974), italienischer Schauspieler
- Morelli, Giovanni (1816–1891), italienischer Politiker, Arzt und Kunsthistoriker
- Morelli, Giulio (1915–1985), italienischer Dokumentarfilmer und Filmregisseur
- Morelli, Jacopo (1745–1819), italienischer Gelehrter
- Morelli, Lauren (* 1982), US-amerikanische Drehbuchautorin
- Morelli, Marco (* 2007), argentinischer Motorradrennfahrer
- Morelli, Mauro (1935–2023), brasilianischer Geistlicher, römisch-katholischer Bischof von Duque de Caxias
- Morelli, Monique (1923–1993), französische Chansonsängerin und Schauspielerin
- Morelli, Pete (* 1951), US-amerikanischer Schiedsrichter im American Football
- Morelli, Rina (1908–1976), italienische Schauspielerin
- Morelli, Shawn (* 1976), US-amerikanische Paracyclerin
- Morelli, Vincenzo Maria (1741–1812), italienischer Ordensgeistlicher und römisch-katholischer Erzbischof von Otranto
- Morellini, Alberto (* 1939), italienischer Radrennfahrer
- Morello, Giuseppe (1870–1930), italo-US-amerikanischer MafiosoGiuseppe Morello (1870–1930)

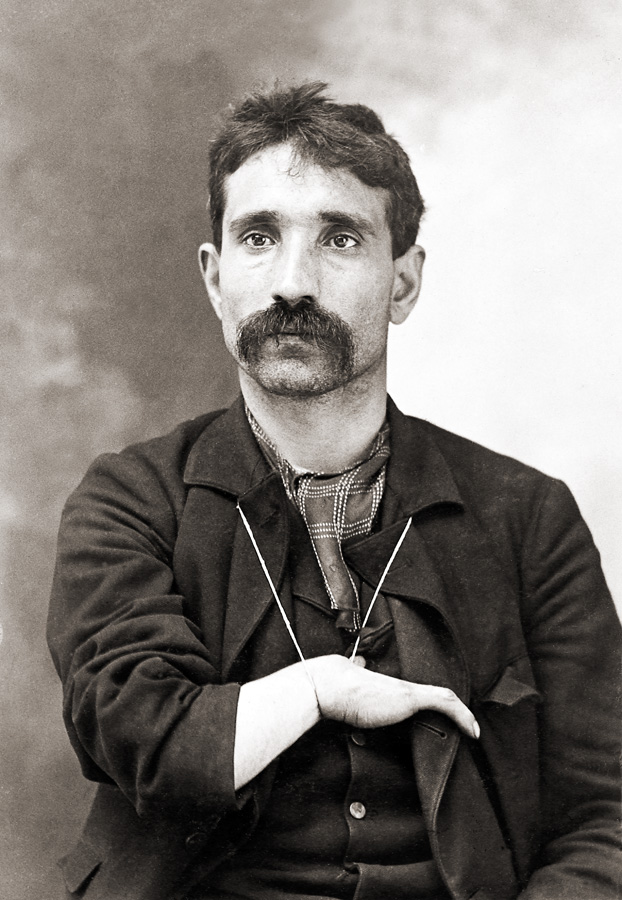
Giuseppe Morello (1870–1930)

- Morello, Giuseppe (* 1985), italienischer Fußballspieler
- Morello, Joe (1928–2011), US-amerikanischer Jazz-Schlagzeuger
- Morello, Nicholas († 1916), italo-amerikanischer Mafioso
- Morello, Nicole (* 1953), französische Künstlerin
- Morello, Nunzio (1806–1878), italienischer Bildhauer
- Morello, Paulo (* 1970), deutscher Jazzgitarrist, Komponist und Musikproduzent
- Morello, Tom (* 1964), US-amerikanischer GitarristTom Morello (* 1964)

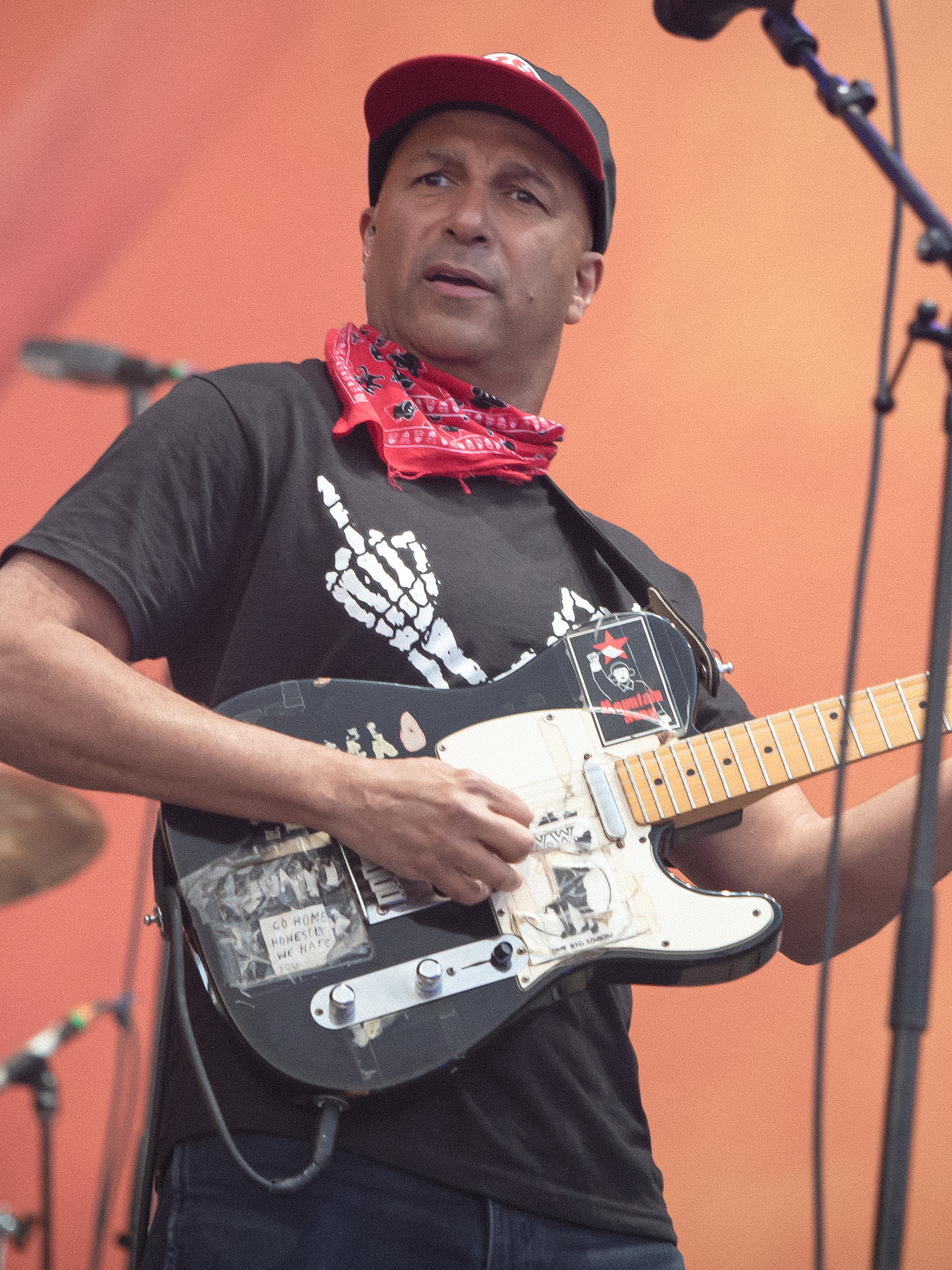
Tom Morello (* 1964)

- Morelly, Étienne-Gabriel (1717–1778), französischer Philosoph
- Morelon, Daniel (* 1944), französischer Radrennfahrer
- Morelos, Alfredo (* 1996), kolumbianischer Fußballspieler
- Morelos, Jorge (* 1931), mexikanischer Fußballtorhüter
- Morelos, José María (1765–1815), mexikanischer Revolutionär
- Morelos, Sam (* 2005), philippinisch-amerikanische Schauspielerin
- Morelot, Stephen (1820–1899), französischer Jurist und Kirchenmusikreformer

### Morem
- Moreman, Midge (1902–1987), britische Turnerin
- Moremi, Tswelopele Cornelia (1954–2018), botswanische Diplomatin

### Moren
- Moren, Edward H. (1825–1886), US-amerikanischer Politiker
- Mören, Johann Theodor (1663–1702), deutscher Mediziner
- Moreń, Łukasz (* 1986), polnischer Badmintonspieler
- Moren, Tore, norwegischer Gitarrist
- Morena y Calvet, Felipe de la (* 1927), spanischer Diplomat
- Morena, Acerbus († 1167), Chronist und Richter in Lodi
- Morena, Berta († 1952), deutsche Kammersängerin und Hofopernsängerin
- Morena, Claudio (* 1969), uruguayischer Fußballspieler
- Morena, Cris (* 1956), argentinische Fernsehproduzentin, Schauspielerin, Komponistin, Songwriterin, Musikproduzentin, Fashion-Model und Begründerin der Cris Morena Group
- Morena, Erna (1885–1962), deutsche Filmschauspielerin, Produzentin und Drehbuchautorin
- Morena, Fabio (* 1980), deutscher Fußballspieler
- Morena, Fernando (* 1952), uruguayischer Fußballspieler
- Morena, Lolita (* 1960), Schweizer Model, Schauspielerin und ModeratorinLolita Morena (* 1960)

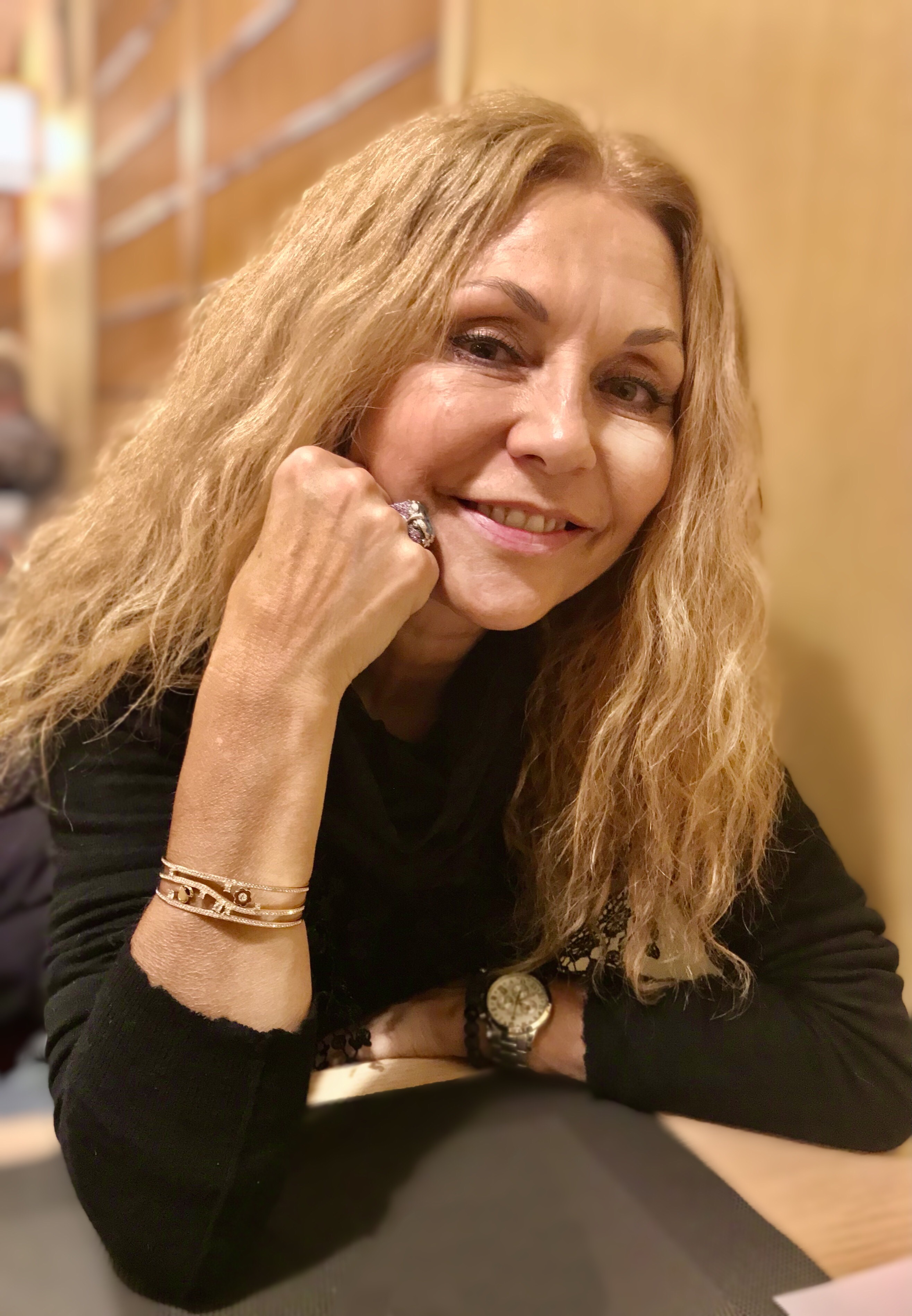
Lolita Morena (* 1960)

- Morena, Otto, Chronist und Richter
- Morena, Rosa (1941–2019), spanische Popsängerin und Schauspielerin
- Morency, Pierre (* 1942), kanadischer Schriftsteller
- Morency, Placide (1887–1980), kanadischer Sänger
- Morenés, Pedro (* 1948), spanischer Politiker der Partido Popular
- Morenga, Jakobus († 1907), Nama-Führer und GuerillakämpferJakobus Morenga († 1907)

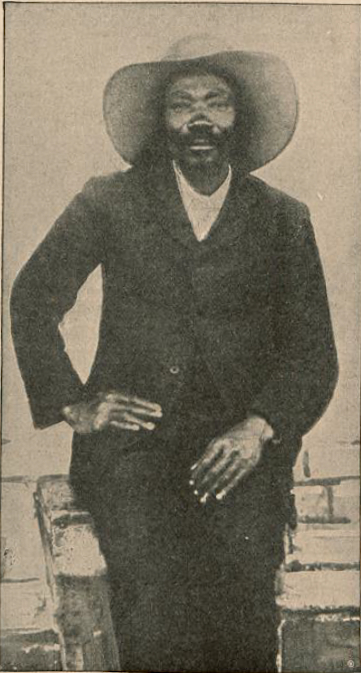
Jakobus Morenga († 1907)

- Moreni, Cristian (* 1972), italienischer Radrennfahrer
- Moreni, Gian Vincenzo (1932–1999), italienischer Geistlicher und Apostolischer Nuntius
- Moreni, Mattia (1920–1999), italienischer Maler
- Moreno (* 1989), italienischer Rapper
- Moreno Barranquero, Ángeles (* 1999), spanische Tennisspielerin
- Moreno Barrón, Francisco (* 1954), mexikanischer Geistlicher, römisch-katholischer Erzbischof von Tijuana
- Moreno Bonilla, Juan Manuel (* 1970), spanischer Politiker der konservativen PP
- Moreno Cabrera, Juan Carlos (* 1956), spanischer Linguist
- Moreno Capdevila, Francisco (1926–1995), mexikanischer Maler, Grafiker und Bildhauer spanischer Herkunft
- Moreno Carbonero, José (1860–1942), spanischer Maler
- Moreno Casamitjana, Antonio (1927–2013), chilenischer Geistlicher und Theologe, römisch-katholischer Erzbischof von Concepción
- Moreno de Alboran, Nicolas (* 1997), spanisch-US-amerikanischer Tennisspieler
- Moreno Durán, Aroa (* 1981), spanische Schriftstellerin
- Moreno Fernández, Francisco (* 1960), spanischer Sprachgeograph und Soziolinguist
- Moreno Fernández, José Manuel (1916–1978), argentinischer Fußballspieler
- Moreno García, Mariano (1938–2023), spanischer römisch-katholischer Ordensgeistlicher, Prälat von Cafayate
- Moreno González, Nazario (1970–2014), mexikanischer Drogenboss
- Moreno Mansilla, Luis (1959–2012), spanischer Architekt
- Moreno Matveeva, Tania (* 2002), spanische Beachvolleyballspielerin
- Moreno Mosquera, Juan Pablo (* 1997), kolumbianischer Volleyballspieler
- Moreno Ocampo, Luis (* 1952), argentinischer Jurist, Chefankläger des Internationalen StrafgerichtshofsLuis Moreno Ocampo (* 1952)

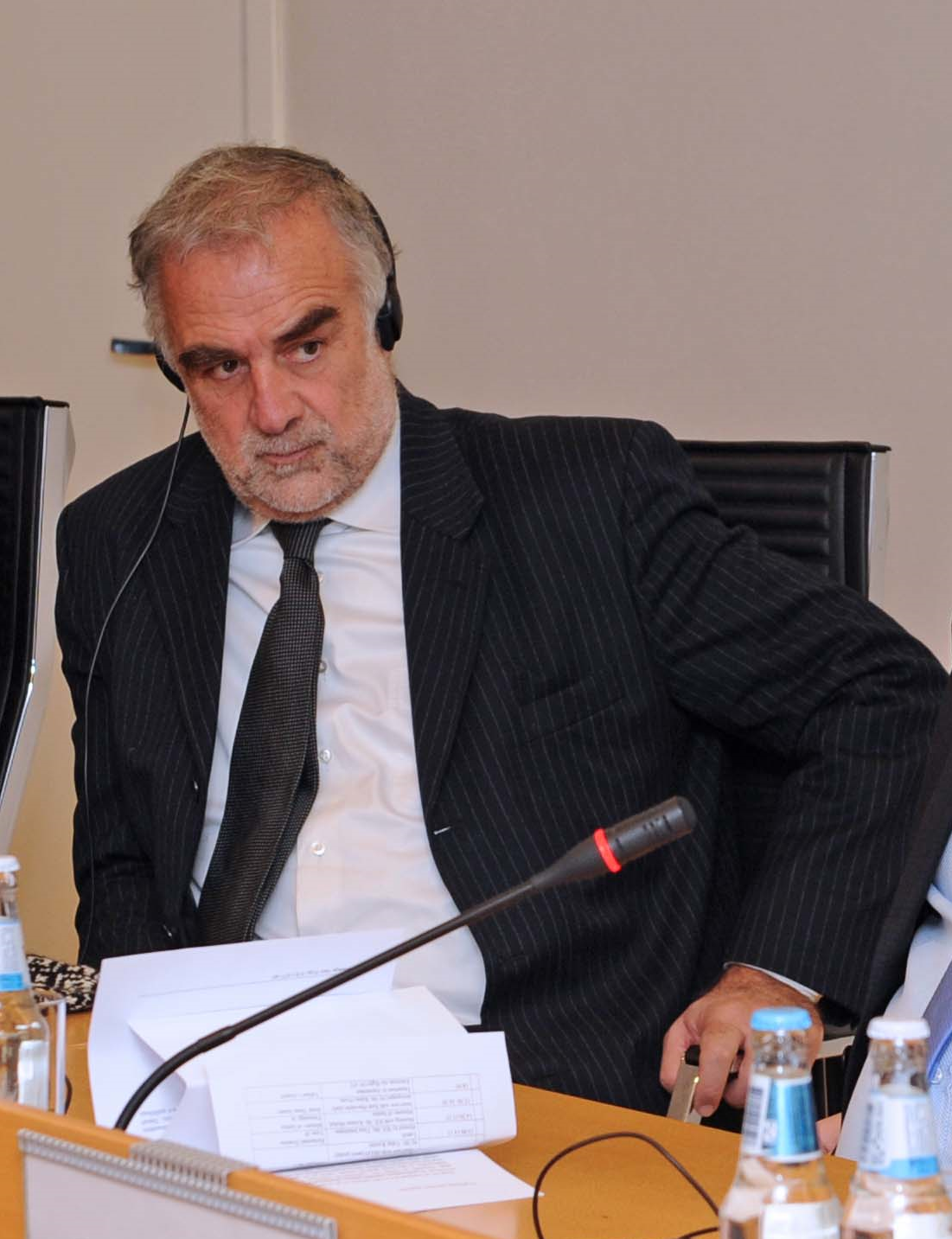
Luis Moreno Ocampo (* 1952)

- Moreno Periñán, José (* 1969), spanischer Radrennfahrer
- Moreno Pino, Ismael (1927–2013), mexikanischer Anwalt, Diplomat und Autor
- Moreno Quintana, Lucio Manuel (1898–1979), argentinischer Jurist und Diplomat
- Moreno Rojas, Samuel (1960–2023), kolumbianischer Politiker und Rechtsanwalt
- Moreno Sánchez, José (* 1993), spanischer Bahnradsportler
- Moreno Torroba, Federico (1891–1982), spanischer Komponist
- Moreno Valle, Rafael (1917–2016), mexikanischer Politiker und Sanitätsoffizier
- Moreno Verduzco, Agustín (1939–2024), mexikanischer Fußballspieler
- Moreno Villa, José (1887–1955), spanischer Dichter, Übersetzer, Essayist, Künstler, Archivar und Hochschullehrer
- Moreno Villa, Pedro Juan (1943–2006), kolumbianischer Politiker, Ingenieur und Unternehmer
- Moreno y Díaz, Ezequiel (1848–1906), spanischer Ordensgeistlicher, Bischof und Heiliger
- Moreno y Maisonave, Juan de la Cruz Ignacio (1817–1884), spanischer Kardinal der römisch-katholischen Kirche
- Moreno, Agustín (* 1967), mexikanischer Tennisspieler
- Moreno, Alberto (* 1992), spanischer FußballspielerAlberto Moreno (* 1992)

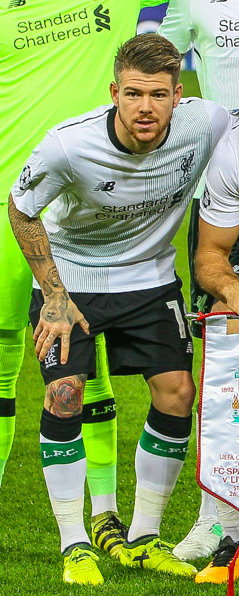
Alberto Moreno (* 1992)

- Moreno, Alejandro (* 1979), venezolanischer Fußballspieler
- Moreno, Álex (* 1993), spanischer Fußballspieler
- Moreno, Alfredo (* 1956), chilenischer Manager und Politiker
- Moreno, Alfredo David (1980–2021), argentinischer Fußballspieler
- Moreno, Anselmo (* 1985), panamaischer Boxer im Bantamgewicht
- Moreno, Antonio (1887–1967), spanisch-amerikanischer Schauspieler und Regisseur der Stummfilmära und der 1950er Jahre
- Moreno, Arantza (* 1995), spanische Speerwerferin
- Moreno, Armando (1921–1990), argentinischer Tangosänger
- Moreno, Baldomero Fernández (1886–1950), argentinischer Arzt und Schriftsteller
- Moreno, Bernie (* 1967), US-amerikanischer Politiker (Republikanische Partei)
- Moreno, Buddy (1912–2015), US-amerikanischer Sänger und Bigband-Leader
- Moreno, Byron (* 1969), ecuadorianischer Fußballschiedsrichter
- Moreno, Camila (* 1985), chilenische Sängerin
- Moreno, Cande (* 2000), andorranische Skirennläuferin
- Moreno, Carlos (1936–2015), argentinischer Tangosänger
- Moreno, Carlos (* 1959), französisch-kolumbianischer Forscher, Wissenschaftler und Hochschullehrer
- Moreno, Carlos António, guinea-bissauischer Diplomat
- Moreno, Carlos J. (* 1946), kolumbianisch-US-amerikanischer Mathematiker
- Moreno, Carlos Jr. (* 1971), US-amerikanischer Schauspieler
- Moreno, Carmen (* 1938), mexikanische Diplomatin
- Moreno, Chino (* 1973), US-amerikanischer Frontmann der DeftonesChino Moreno (* 1973)

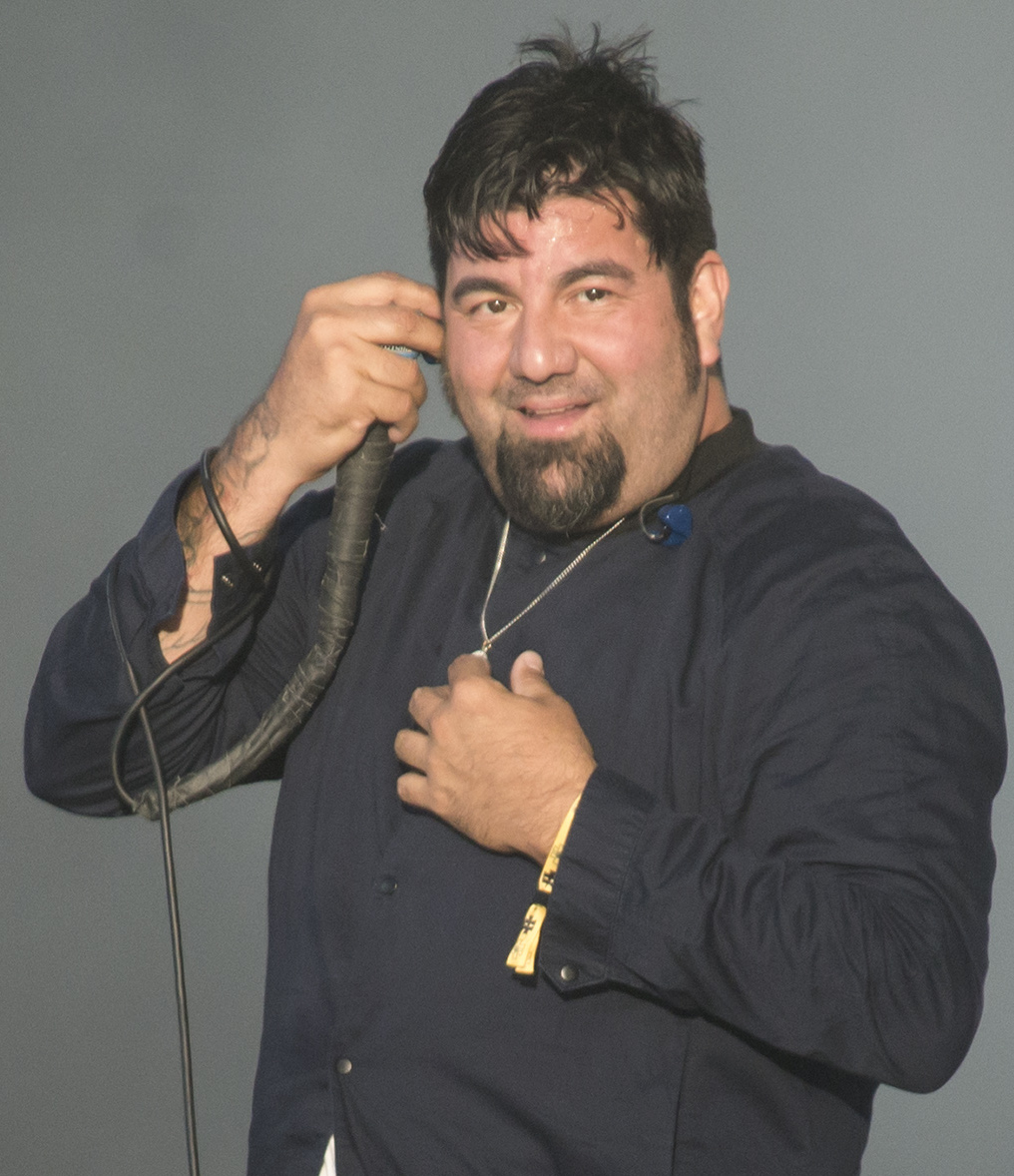
Chino Moreno (* 1973)

- Moreno, Cristián (* 1998), kolumbianischer Langstreckenläufer
- Moreno, Daida Ruano (* 1977), spanische Windsurferin
- Moreno, Daniel (* 1981), spanischer Radrennfahrer
- Moreno, Dario (1921–1968), türkischer Sänger und Schauspieler
- Moreno, Dayro (* 1985), kolumbianischer Fußballspieler
- Moreno, Élisabeth (* 1970), französisch-kap-verdische Unternehmerin und Politikerin
- Moreno, Eliseo (1959–1987), US-amerikanischer Mörder
- Moreno, Frank (* 1965), kubanischer Judoka
- Moreno, Gabriela, peruanische Fußballschiedsrichterin
- Moreno, Gaby (* 1981), guatemaltekische Sängerin, Songwriterin und Gitarristin
- Moreno, Geiner (* 2000), kolumbianischer Leichtathlet
- Moreno, Gerard (* 1992), spanischer Fußballspieler
- Moreno, Héctor (* 1963), kolumbianischer Geher
- Moreno, Héctor (* 1988), mexikanischer Fußballspieler
- Moreno, Henri (1878–1950), französischer Turner
- Moreno, Humberto (1903–1983), chilenischer Fußballspieler
- Moreno, Iballa Ruano (* 1977), spanische Windsurferin
- Moreno, Jacob Levy (1889–1974), österreichisch-US-amerikanischer Arzt und PsychiaterJacob Levy Moreno (1889–1974)

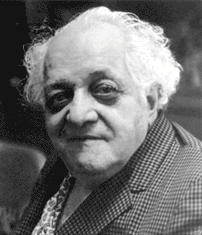
Jacob Levy Moreno (1889–1974)

- Moreno, Jacqueline (* 2001), schwedische Handballspielerin
- Moreno, Jaime (* 1974), bolivianischer Fußballspieler
- Moreno, Javi (* 1974), spanischer Fußballspieler
- Moreno, Javier (* 1984), spanischer Radrennfahrer
- Moreno, Joan Antoni (* 2000), spanischer Kanute
- Moreno, Joaquín (* 1973), mexikanischer Fußballspieler und -trainer
- Moreno, John (1927–1999), US-amerikanischer Politiker
- Moreno, José Miguel (* 1955), spanischer Lautenist und Gitarrist
- Moreno, Joyce (* 1948), brasilianische Musikerin
- Moreno, Juan (* 1972), deutsch-spanischer Journalist und SchriftstellerJuan Moreno (* 1972)

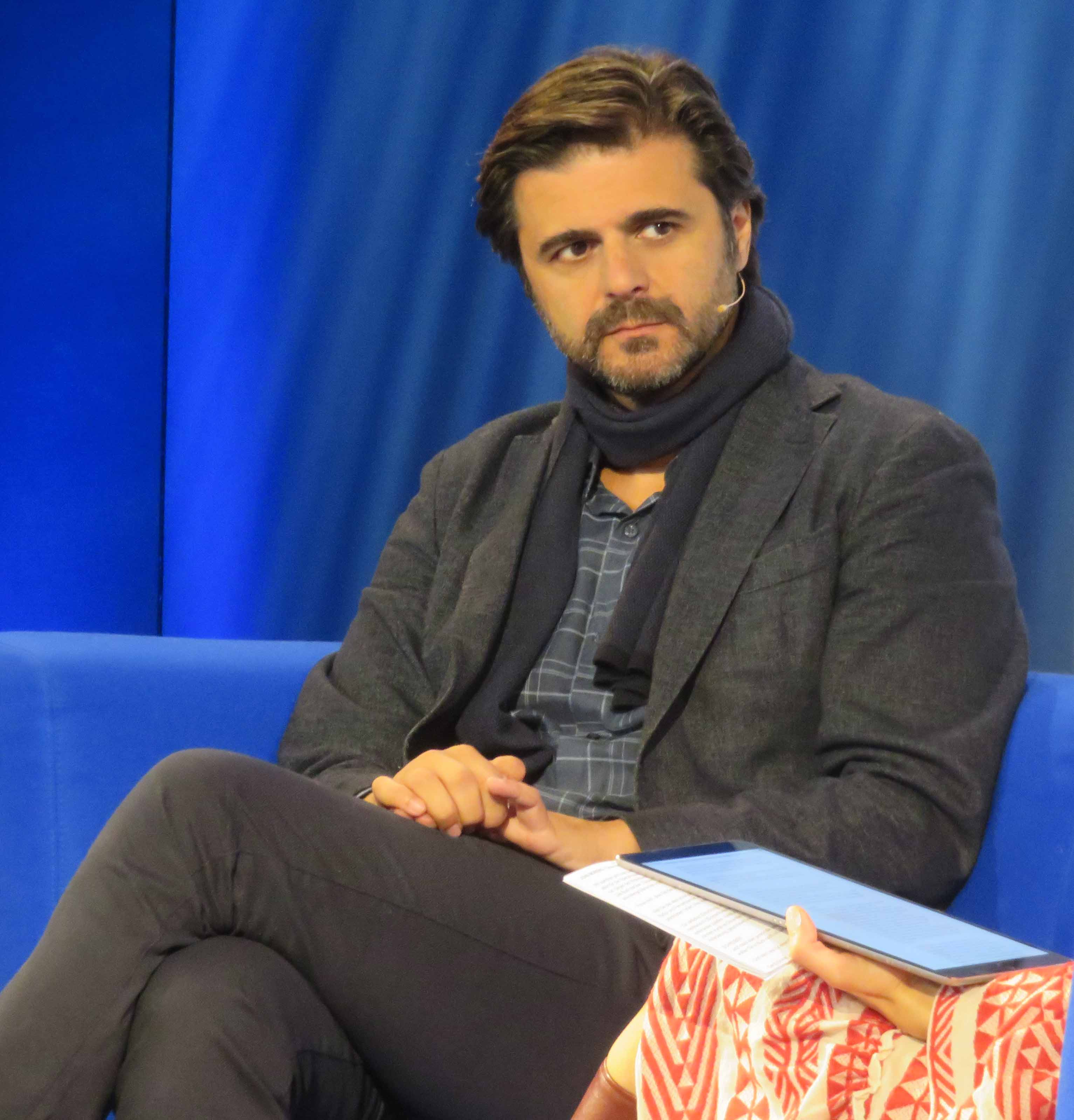
Juan Moreno (* 1972)

- Moreno, Julio (* 1995), ecuadorianischer Automobilrennfahrer
- Moreno, Karla (* 1988), nicaraguanische Gewichtheberin
- Moreno, Leda (* 1945), mexikanische Singer-Songwriterin
- Moreno, Lenín (* 1953), ecuadorianischer Politiker
- Moreno, Leticia (* 1985), spanische Violinistin
- Moreno, Luis (* 1981), panamaischer Fußballspieler
- Moreno, Luis Alberto (* 1953), kolumbianischer Politiker und Bankmanager
- Moreno, Luis Antonio (* 1970), kolumbianischer Fußballspieler
- Moreno, Luisa (1907–1992), guatemaltekische Gewerkschafterin in den Vereinigten Staaten und soziale Aktivistin
- Moreno, Marcelo (* 1987), bolivianisch-brasilianischer FußballspielerMarcelo Moreno (* 1987)

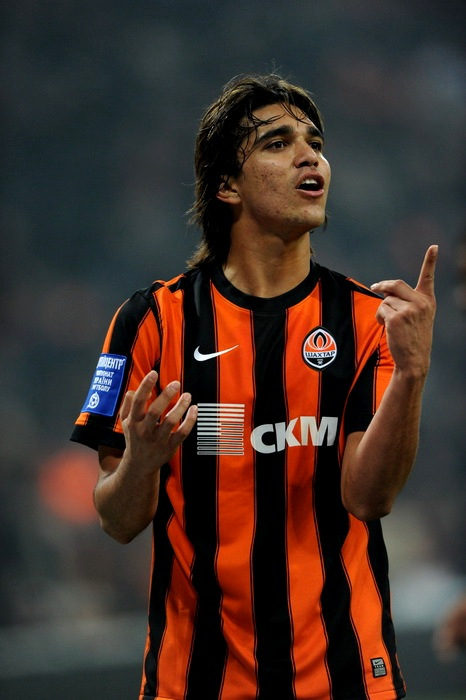
Marcelo Moreno (* 1987)

- Moreno, María (1933–2020), spanische Malerin
- Moreno, María de los Angeles (1945–2019), mexikanische Politikerin
- Moreno, María Florencia (* 1990), argentinische Rollstuhltennisspielerin
- Moreno, María Isabel (* 1981), spanische Radrennfahrerin
- Moreno, Mariano (1778–1811), argentinischer Rechtsanwalt und Politiker
- Moreno, Mario (1935–2005), chilenischer Fußballspieler
- Moreno, Marlos (* 1996), kolumbianischer Fußballspieler
- Moreno, Mavrick (* 1999), US-amerikanischer Schauspieler
- Moreno, Miguel (1596–1655), spanischer Schriftsteller des Siglo de Oro
- Moreno, Miguel Andres (* 1977), spanischer Futsaltrainer
- Moreno, Mike (* 1978), US-amerikanischer Jazzmusiker
- Moreno, Morgana (* 1990), brasilianische Flötistin und Komponistin
- Moreno, Nicolás (1923–2012), mexikanischer Grafiker und Landschaftsmaler
- Moreno, Nicolás († 1996), argentinischer Fußballspieler
- Moreno, Osvaldo (1912–1988), argentinischer Tangosänger und Schauspieler
- Moreno, Pablo (1923–1980), uruguayisch-argentinischer Tangosänger
- Moreno, Patricia (* 1988), spanische Turnerin
- Moreno, Paul René (* 1962), mexikanischer Fußballspieler
- Moreno, Pedro (1775–1817), Kämpfer im mexikanischen Unabhängigkeitskrieg
- Moreno, Perito (1852–1919), argentinischer Geograph und Anthropologe
- Moreno, Peter (* 1965), deutscher Bauchredner
- Moreno, Querubín (* 1959), kolumbianischer Geher
- Moreno, Rafael (1985–2022), Investigativer Journalist aus Puerto Libertador, Kolumbien
- Moreno, Rita (* 1931), puerto-ricanische SchauspielerinRita Moreno (* 1931)

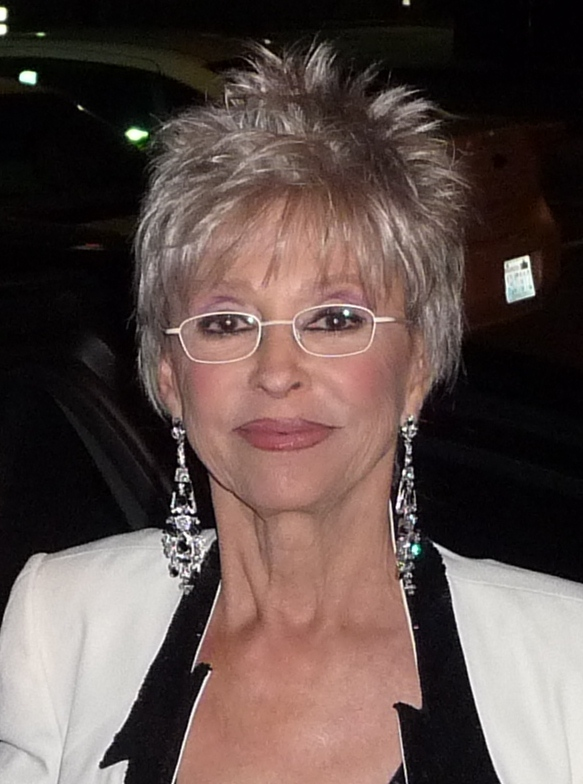
Rita Moreno (* 1931)

- Moreno, Robert (* 1977), spanischer Fußballtrainer
- Moreno, Roberto, chilenischer Fußballspieler
- Moreno, Roberto (* 1959), brasilianischer Rennfahrer
- Moreno, Roberto (* 1970), panamaischer Fußballschiedsrichter
- Moreno, Rodrigo (* 1972), argentinischer Filmregisseur und Drehbuchautor
- Moreno, Roland (1945–2012), französisch-ägyptischer Erfinder
- Moreno, Segundo Luis (1882–1972), ecuadorianischer Komponist
- Moreno, Sergi (* 1987), andorranischer Fußballspieler
- Moreno, Tony (* 1956), US-amerikanischer Jazzschlagzeuger
- Moreno, Tressor (* 1979), kolumbianischer Fußballspieler
- Moreno, Tulio (* 1986), venezolanischer Fußballschiedsrichterassistent
- Moreno, Víctor (* 1985), venezolanischer Radrennfahrer
- Moreno, Xavier (* 1979), ecuadorianischer Geher
- Moreno, Yipsi (* 1980), kubanische Hammerwerferin
- Moreno, Zerka T. (1917–2016), US-amerikanische Psychotherapeutin
- Moreno, Zión (* 1995), mexikanisch-US-amerikanische Schauspielerin
- Moreno, Zully (1920–1999), argentinische Schauspielerin
- Moreno-Garcia, Silvia (* 1981), mexikanisch-kanadische Schriftstellerin
- Morent, Anton (1924–2006), deutscher Busunternehmer, Förderer des Tourismus im Allgäu
- Morent, Stefan (* 1967), deutscher Musikwissenschaftler
- Morente Gómez, Fulgencio (* 1962), deutsch-spanischer Schauspieler, Synchronsprecher, DJ, Übersetzer und SängerFulgencio Morente Gómez (* 1962)

Fulgencio Morente Gómez (* 1962)

- Morente, Enrique (1942–2010), spanischer Flamencosänger und Komponist
- Morente, Estrella (* 1980), spanische Flamenco-Sängerin
- Morenus, Eugenie Maria (1881–1966), US-amerikanische Mathematikerin und Hochschullehrerin
- Morenz, Howie (1902–1937), kanadischer Eishockeyspieler
- Morenz, Ludwig David (* 1965), deutscher Ägyptologe
- Morenz, Siegfried (1914–1970), deutscher Ägyptologe

### Morer
- Morera Vega, Héctor (1926–2017), costa-ricanischer Geistlicher, Altbischof von Tilarán
- Morera, Enric (1865–1942), katalanischer Komponist
- Morera, Giacinto (1856–1909), italienischer Mathematiker und Hochschullehrer
- Morera, Luis (* 1946), spanischer Architekt und Künstler
- Morera, Maria (* 2003), spanische Schauspielerin
- Moréri, Louis (1643–1680), französischer Enzyklopädist
- Morerod, Charles (* 1961), schweizerischer Ordensgeistlicher, römisch-katholischer Theologe und Bischof
- Morerod, Lise-Marie (* 1956), Schweizer Skirennläuferin

### Mores
- Mores, Mariano (1918–2016), argentinischer Tangokomponist und Pianist
- Morès, Marquis de (1858–1896), französischer Abenteurer und Politiker
- Moresadegh, Ciamak (* 1965), iranischer Politiker
- Moresby, Christopher (1439–1499), englischer Ritter
- Moresby, John (1830–1922), britischer Marineoffizier
- Moresby, Robert (1795–1854), britisch-indischer Kapitän und Kartograph
- Moresche, Matheus (* 1998), brasilianischer Fußballspieler
- Moreschi, Alessandro (1858–1922), päpstlicher Sänger der Sixtinischen Kapelle, einer der letzten Kastratensänger und zugleich der einzige, von dem heute noch Tonaufnahmen vorliegenAlessandro Moreschi (1858–1922)

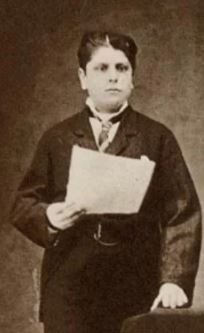
Alessandro Moreschi (1858–1922)

- Moreschi, Angelo (1952–2020), italienischer römisch-katholischer Ordensgeistlicher, Titularbischof und Apostolischer Vikar von Gambella
- Moreschi, Gabriela (* 1994), brasilianische Handballtorhüterin
- Moreschi, Luigi (* 1947), italienischer Autorennfahrer
- Moreschini, Claudio (* 1938), italienischer Klassischer Philologe und Patristiker
- Moresco, Emanuel (1869–1945), niederländischer Diplomat und Kolonialpolitiker
- Moresco, Patrizia (* 1957), deutsche Entertainerin, Kabarettistin und Schauspielerin
- Moresco, Rinaldo (* 1925), italienischer Radrennfahrer
- Moresco, Robert (* 1951), US-amerikanischer Drehbuchautor, Filmschauspieler, -regisseur und -produzent
- Moresi, Attilio (1933–1995), Schweizer Radrennfahrer
- Moressée-Pichot, Sophie (* 1962), französische Degenfechterin

### Moret
- Moret Prendergast, Segismundo (1833–1913), Ministerpräsident von Spanien
- Moret, Alexandre (1868–1938), französischer Ägyptologe
- Moret, André (* 1900), französischer Germanist, Mediävist, Literaturwissenschaftler und Sprachwissenschaftler
- Moret, Antoine de Bourbon, comte de (1607–1632), Sohn des französischen Königs Heinrich IV.
- Moret, Didier (* 1975), schweizerischer Skibergsteiger
- Moret, Henry (1856–1913), französischer Blumen-, Landschafts- und Marinemaler des Post-Impressionismus
- Morét, Herbert (1920–2009), deutscher Baptistenpastor, Präsident des ehemaligen Bundes Evangelisch-Freikirchlicher Gemeinden in der DDR
- Moret, Isabelle (* 1970), Schweizer PolitikerinIsabelle Moret (* 1970)

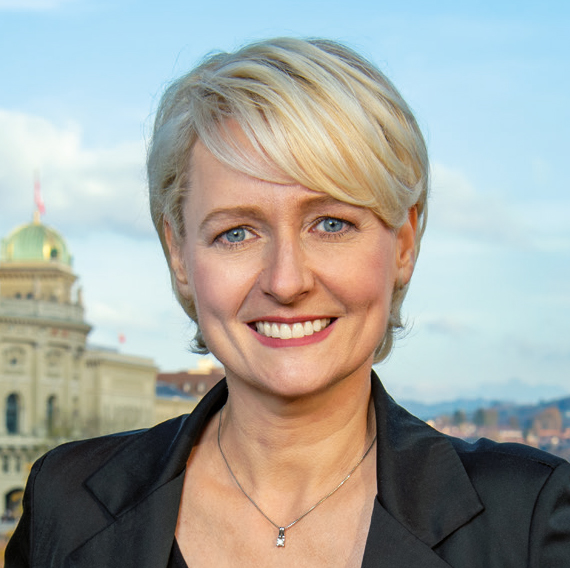
Isabelle Moret (* 1970)

- Moret, Marc (1923–2006), Schweizer Manager
- Moret, Norbert (1921–1998), Schweizer Komponist und Pianist
- Moret, Oscar (1912–2003), Schweizer Komponist und Hochschullehrer
- Moret, Patrice (* 1972), Schweizer Jazzmusiker (Kontrabass)
- Moret, Rachel (* 1989), Schweizer Tischtennisspielerin
- Moreth, Konstantin (* 1971), deutscher Schauspieler und Regisseur
- Moreth, Peter (1941–2014), deutscher LDPD-Funktionär, MdV
- Moreto, Agustín (1618–1669), spanischer Dichter
- Moreton, Basil, 6. Earl of Ducie (1917–1991), britischer Peer und Politiker
- Moreton, Berkeley, 4. Earl of Ducie (1834–1924), britischer Peer und Politiker
- Moreton, Capel, 5. Earl of Ducie (1875–1952), britischer Peer und Politiker
- Moreton, David, 7. Earl of Ducie (* 1951), britischer Adliger und Politiker
- Moreton, Isabel (* 1966), deutsche Harfenistin
- Morett, Charlene (* 1957), US-amerikanische Hockeyspielerin
- Morett, Franz Joseph von (1805–1880), deutscher Jurist und Politiker
- Moretta, Damián (* 2000), argentinischer Hürdenläufer
- Moretti, Alessandra (* 1967), italienische Chemikerin, Pharmazeutin und Hochschullehrerin
- Moretti, Alessandra (* 1973), italienische Politikerin
- Moretti, Alice (1921–2022), Schweizer Politikerin (FDP)
- Moretti, Amilcare, italienischer Motorradrennfahrer
- Moretti, Antonia (* 1998), österreichische Schauspielerin
- Moretti, Cesare senior (* 1885), italienischer Bahnradsportler
- Moretti, Dimitri (* 1972), Schweizer Politiker (SP)
- Moretti, Emiliano (* 1981), italienischer Fußballspieler
- Moretti, Fabrizio (* 1980), brasilianischer SchlagzeugerFabrizio Moretti (* 1980)

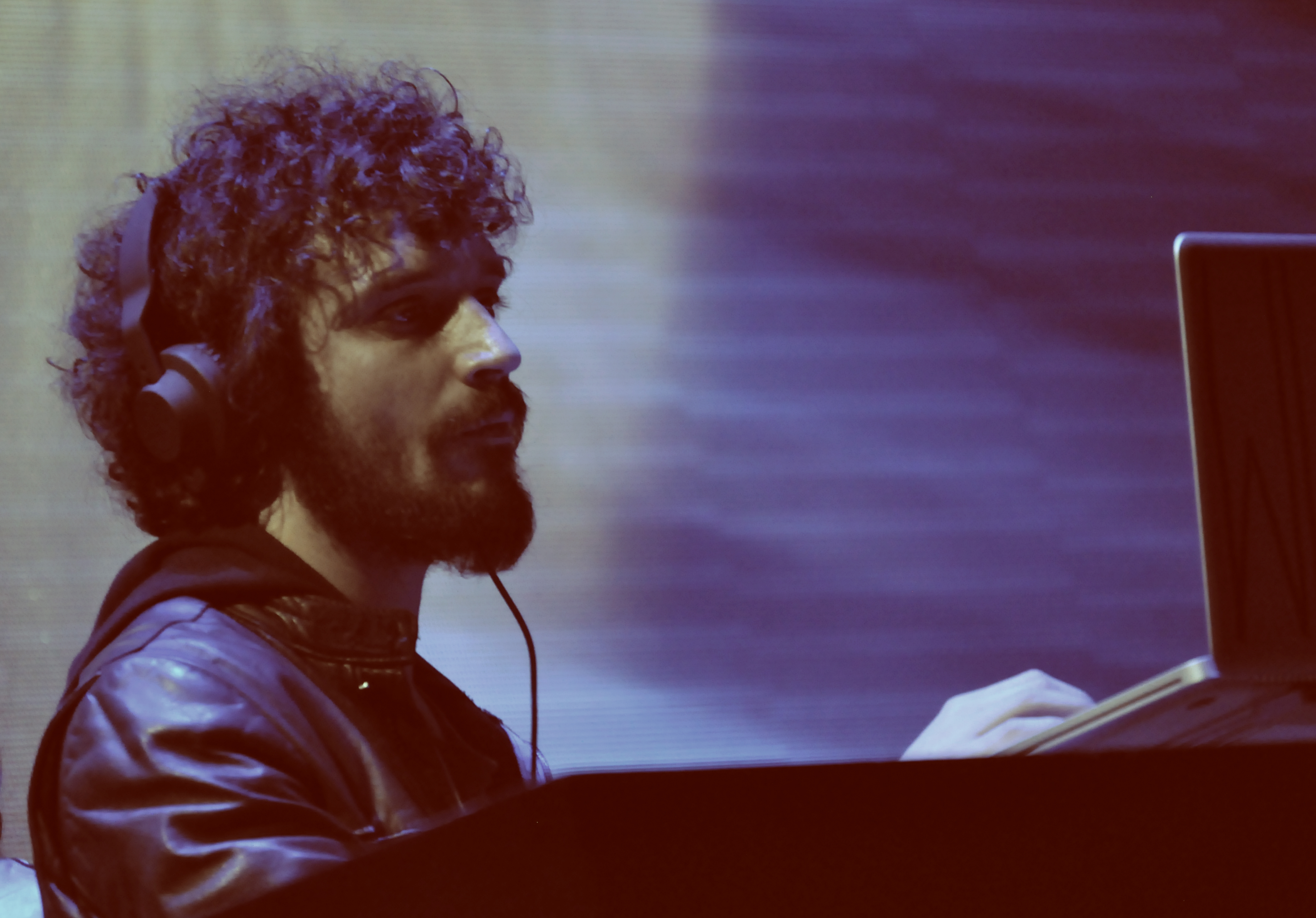
Fabrizio Moretti (* 1980)

- Moretti, Federico (1769–1839), spanischer Offizier, Komponist und Gitarrist
- Moretti, Franco (* 1950), italienischer Literaturwissenschaftler
- Moretti, Giampiero (1940–2012), italienischer Automobilrennfahrer und Unternehmer
- Moretti, Giovanni (1923–2018), italienischer Geistlicher, katholischer Erzbischof und Diplomat
- Moretti, Giuseppe (1876–1945), italienischer Klassischer Archäologe
- Moretti, Giuseppe (* 1938), italienischer römisch-katholischer Geistlicher, Apostolischer Superior in Afghanistan
- Moretti, Hans (1928–2013), deutscher Zauberkünstler
- Moretti, Joseph († 1793), Architekt und Barockbaumeister
- Moretti, Julia (* 1970), österreichische Oboistin
- Moretti, Lenz (* 2000), österreichischer Schauspieler
- Moretti, Luigi († 1850), italienischer Gitarrist und Komponist
- Moretti, Luigi (1907–1973), italienischer Architekt
- Moretti, Luigi (1922–1991), italienischer Althistoriker und Epigraphiker
- Moretti, Luigi (* 1949), italienischer Geistlicher, emeritierter römisch-katholischer Erzbischof von Salerno-Campagna-Acerno
- Moretti, Macio (* 1975), polnischer Jazzmusiker
- Moretti, Mario (1912–2002), italienischer Klassischer Archäologe und Etruskologe
- Moretti, Mario (* 1946), italienischer Terrorist
- Moretti, Mauro (* 1953), italienischer Manager, CEO der Leonardo S.p.A
- Moretti, Michèle (* 1940), französische Schauspielerin
- Moretti, Nadir, italienisches Model und Schauspieler
- Moretti, Nanni (* 1953), italienischer Regisseur, Produzent und Schauspieler
- Moretti, Pasqualino (* 1947), italienischer Radrennfahrer
- Moretti, Rémi Prosper (* 1966), beninischer Behördenleiter
- Moretti, Tobias (* 1959), österreichischer Theater- und FilmschauspielerTobias Moretti (* 1959)

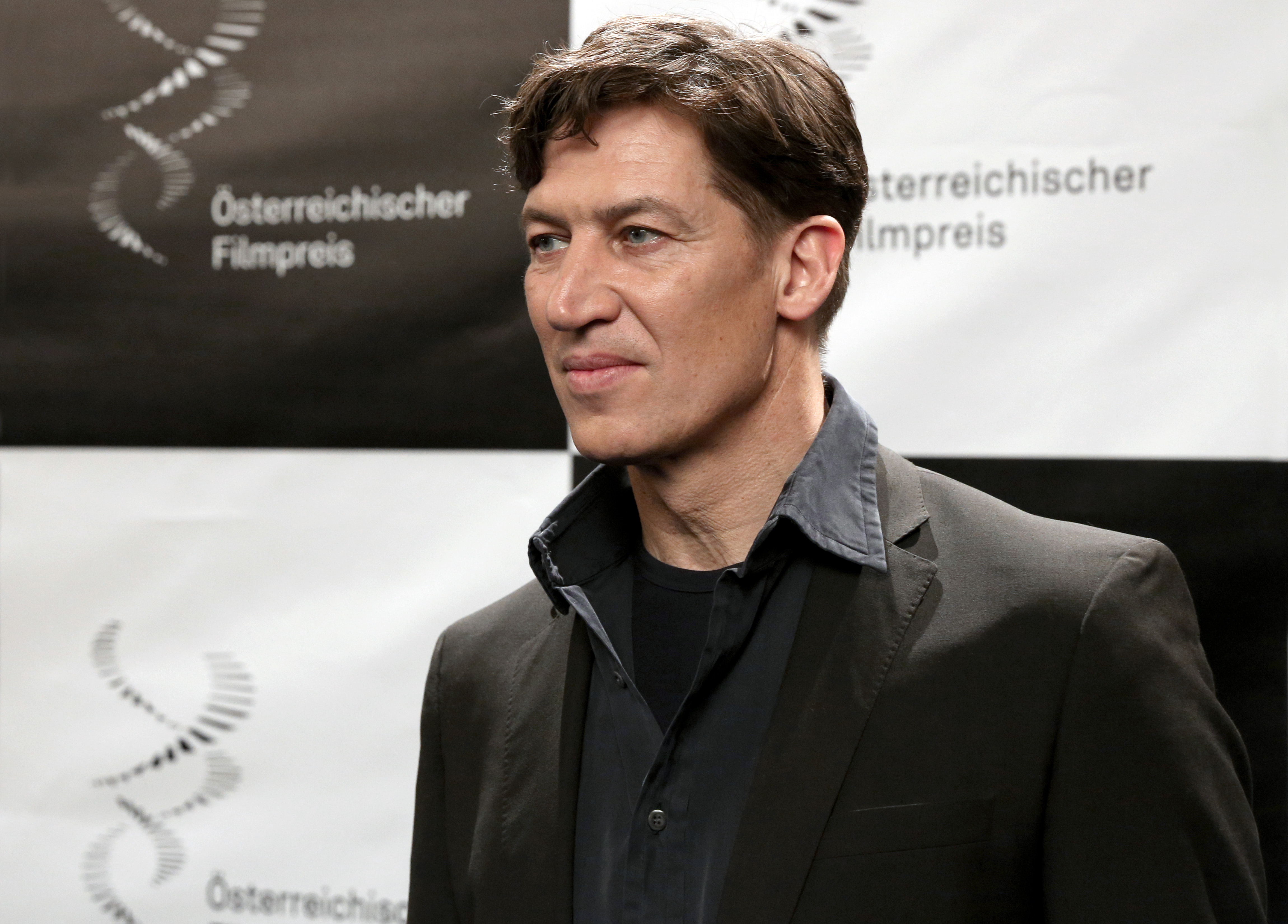
Tobias Moretti (* 1959)

- Moretti, Vincenzo (1815–1881), italienischer Kardinal
- Moretti, Willie (1894–1951), US-amerikanischer Mafioso
- Morettini, Marino (1931–1990), italienischer Radrennfahrer
- Morettini, Pietro (1660–1737), Schweizer Baumeister
- Moretto, Alessandro († 1554), italienischer Maler und Freskant
- Moretto, Angie (* 1953), kanadischer Eishockeyspieler
- Moretto, Antonio (1773–1833), deutscher Maler
- Moretto, Davide (* 1984), italienisch-spanischer Fußballspieler
- Moretto, Marcia (1949–1981), argentinische Tänzerin und Choreografin
- Moretto, Nei Paulo (1936–2023), brasilianischer Geistlicher, römisch-katholischer Bischof von Caxias do Sul
- Moretto, Paolo (* 1959), italienischer Bildhauer und Maler
- Moretton, Gilles (* 1958), französischer Tennisspieler
- Moretus, Theodorus (1602–1667), flämischer Mathematiker, Physiker und Astronom und gehörte dem Jesuiten-Orden an
- Moretz, Chloë Grace (* 1997), US-amerikanische SchauspielerinChloë Grace Moretz (* 1997)

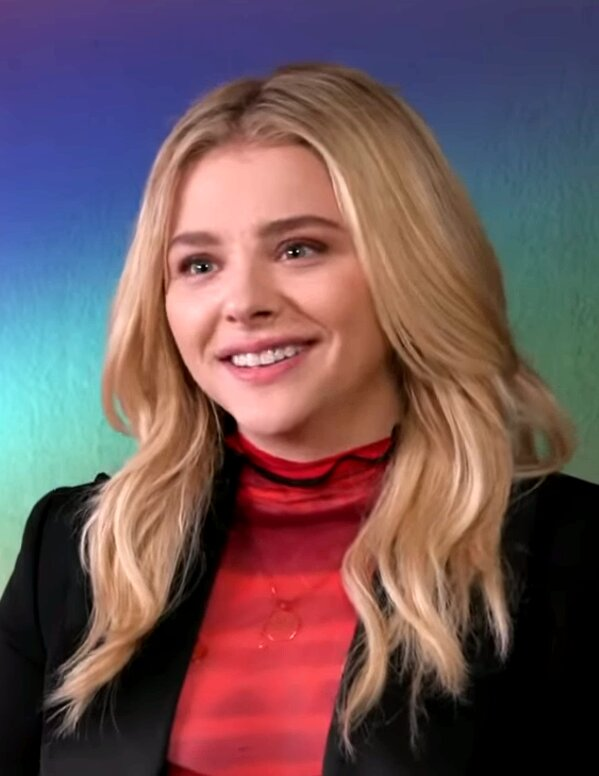
Chloë Grace Moretz (* 1997)

### Moreu
- Moreuil, Bernard de, französischer Adliger, Marschall von Frankreich
- Moreux, Théophile (1867–1954), französischer Astronom

### Morew
- Morewood, Joseph (1757–1841), englischer Unternehmer und Gründungsstifter
- Morewski, Abraham (1886–1964), polnischer Schauspieler

### Morey
- Morey i Severa, Pere (1941–2019), spanischer Autor
- Morey, Bill (1919–2003), US-amerikanischer Schauspieler
- Morey, Craig (* 1952), US-amerikanischer Erotik-Fotograf
- Morey, Edwin, Politiker in Britisch-Honduras
- Morey, Frank (1840–1890), US-amerikanischer Politiker
- Morey, George W. (1888–1965), US-amerikanischer Chemiker (Geochemie, Physikalische Chemie), Mineraloge und Petrologe
- Morey, Henry Lee (1841–1902), US-amerikanischer Politiker
- Morey, Jaime (1942–2015), spanischer Sänger
- Morey, Larry (1905–1971), US-amerikanischer Autor
- Morey, Marcia (* 1955), US-amerikanische Schwimmerin
- Morey, Mateu (* 2000), spanischer Fußballspieler
- Morey, Robert (1936–2019), US-amerikanischer Ruderer und Olympiasieger, Marineoffizier und Finanzmakler
- Moreyra y Paz Soldán, Carlos (1898–1981), peruanischer Politiker, Zweiter Vizepräsident und Premierminister